# Liste des monuments aux morts dans l'Ain
Pour un article plus général, voir Liste d'œuvres d'art public dans l'Ain.
Cet article vise à recenser les monuments aux morts dans l'Ain, en France.

## Liste
Les monuments sont classés par ordre alphabétique de communes, ou anciennes communes. Si une commune possède plusieurs monuments, ils sont classés par ordre chronologique des conflits commémorés.
| Œuvre                                                                            | Auteur                                                       | Commune                      | Localisation                                                    | Notes              | Installation    | Coordonnées                      | Illustration |
| -------------------------------------------------------------------------------- | ------------------------------------------------------------ | ---------------------------- | --------------------------------------------------------------- | ------------------ | --------------- | -------------------------------- | --- |
| Monument aux morts                                                               | À déterminer                                                 | Ambérieu-en-Bugey            | Dans le cimetière                                               |                    | À déterminer    | 45° 58′ 16″ nord, 5° 21′ 01″ est | Monument aux morts |
| Monument aux morts des Allymes                                                   | À déterminer                                                 | Ambérieu-en-Bugey            | À déterminer                                                    |                    | À déterminer    | 45° 58′ 19″ nord, 5° 24′ 04″ est | Monument aux morts des Allymes |
| Monument aux morts                                                               | À déterminer                                                 | Ambérieu-en-Bugey            | À déterminer                                                    |                    | À déterminer    | 45° 57′ 33″ nord, 5° 21′ 27″ est | Monument aux morts |
| L'Aigle des Balmettes                                                            | Alphonse Muscat                                              | Ambérieu-en-Bugey            | À déterminer                                                    |                    | 1914            | 45° 56′ 02″ nord, 5° 22′ 57″ est | L'Aigle des Balmettes |
| Monument aux morts                                                               | À déterminer                                                 | Ambérieux-en-Dombes          | Dans l'église Saint-Maurice                                     | Plaque.            | À déterminer    | à géolocaliser                   | Image manquante |
| Monument aux morts                                                               | À déterminer                                                 | Ambérieux-en-Dombes          | À déterminer                                                    |                    | À déterminer    | 45° 59′ 54″ nord, 4° 54′ 08″ est | Monument aux morts |
| Monument aux morts                                                               | À déterminer                                                 | Ambléon                      | Dans le cimetière                                               |                    | À déterminer    | 45° 44′ 46″ nord, 5° 36′ 03″ est | Monument aux morts |
| Monument aux Maquis d'Ambléon                                                    | À déterminer                                                 | Ambléon                      | À déterminer                                                    |                    | À déterminer    | 45° 45′ 11″ nord, 5° 35′ 08″ est | Monument aux Maquis d'Ambléon |
| Monument du combat du 8 février 1944                                             | À déterminer                                                 | Ambronay                     | À déterminer                                                    |                    | À déterminer    | 45° 59′ 51″ nord, 5° 25′ 33″ est | Image manquante |
| Monument aux morts                                                               | À déterminer                                                 | Ambronay                     | Dans le cimetière                                               |                    | À déterminer    | 46° 00′ 13″ nord, 5° 21′ 05″ est | Monument aux morts |
| Monument aux morts                                                               | À déterminer                                                 | Ambronay                     | À déterminer                                                    |                    | À déterminer    | 46° 00′ 28″ nord, 5° 21′ 42″ est | Monument aux morts |
| Monument aux morts                                                               | À déterminer                                                 | Ambutrix                     | À déterminer                                                    |                    | À déterminer    | 45° 56′ 20″ nord, 5° 20′ 12″ est | Monument aux morts |
| Monument aux morts                                                               | À déterminer                                                 | Andert-et-Condon             | À déterminer                                                    |                    | À déterminer    | 45° 47′ 39″ nord, 5° 39′ 18″ est | Monument aux morts |
| Monument aux morts                                                               | À déterminer                                                 | Anglefort                    | À déterminer                                                    |                    | À déterminer    | 45° 54′ 50″ nord, 5° 48′ 33″ est | Monument aux morts |
| Monument aux morts                                                               | À déterminer                                                 | Apremont                     | À déterminer                                                    |                    | À déterminer    | 46° 12′ 28″ nord, 5° 39′ 29″ est | Monument aux morts |
| Monument aux morts du Résinand                                                   | À déterminer                                                 | Aranc                        | À déterminer                                                    |                    | À déterminer    | 45° 59′ 17″ nord, 5° 29′ 12″ est | Image manquante |
| Monument aux morts                                                               | À déterminer                                                 | Aranc                        | À déterminer                                                    |                    | À déterminer    | 46° 00′ 11″ nord, 5° 30′ 30″ est | Monument aux morts |
| Monument aux morts                                                               | À déterminer                                                 | Arandas                      | À déterminer                                                    |                    | À déterminer    | 45° 53′ 47″ nord, 5° 29′ 16″ est | Monument aux morts |
| Le Poilu victorieux                                                              | Copie d'après Eugène Bénet                                   | Arbent                       | À déterminer                                                    |                    | À déterminer    | 46° 17′ 44″ nord, 5° 40′ 53″ est | Le Poilu victorieux |
| Monument aux morts                                                               | À déterminer                                                 | Arbigny                      | À déterminer                                                    |                    | À déterminer    | 46° 28′ 11″ nord, 4° 58′ 13″ est | Monument aux morts |
| Monument aux morts                                                               | À déterminer                                                 | Arboys en Bugey              | Saint-Bois                                                      |                    | À déterminer    | 45° 42′ 03″ nord, 5° 38′ 26″ est | Monument aux morts |
| Monument aux morts d'Arbignieu                                                   | À déterminer                                                 | Arboys en Bugey              | Arbignieu                                                       |                    | À déterminer    | 45° 43′ 42″ nord, 5° 39′ 02″ est | Monument aux morts d'Arbignieu |
| Monument aux morts d'Argis                                                       | À déterminer                                                 | Argis                        | À déterminer                                                    |                    | À déterminer    | 45° 56′ 04″ nord, 5° 29′ 29″ est | Monument aux morts d'Argis |
| Monument aux morts d'Armix                                                       | À déterminer                                                 | Armix                        | Dans le cimetière                                               |                    | À déterminer    | 45° 51′ 03″ nord, 5° 35′ 12″ est | Monument aux morts d'Armix |
| Monument aux morts d'Armix                                                       | À déterminer                                                 | Armix                        | À déterminer                                                    |                    | À déterminer    | 45° 50′ 56″ nord, 5° 35′ 09″ est | Monument aux morts d'Armix |
| Monument aux morts                                                               | À déterminer                                                 | Ars-sur-Formans              | Dans la basilique                                               |                    | À déterminer    | à géolocaliser                   | Monument aux morts |
| Monument aux morts d'Ars-sur-Formans                                             | À déterminer                                                 | Ars-sur-Formans              | À déterminer                                                    |                    | À déterminer    | 45° 59′ 36″ nord, 4° 49′ 16″ est | Monument aux morts d'Ars-sur-Formans |
| Monument aux morts de la Première Guerre mondiale d'Artemare                     | À déterminer                                                 | Artemare                     | À déterminer                                                    |                    | À déterminer    | 45° 52′ 25″ nord, 5° 41′ 38″ est | Monument aux morts de la Première Guerre mondiale d'Artemare |
| Monument aux morts de la Seconde Guerre mondiale d'Artemare                      | À déterminer                                                 | Artemare                     | À déterminer                                                    |                    | À déterminer    | 45° 52′ 30″ nord, 5° 41′ 34″ est | Monument aux morts de la Seconde Guerre mondiale d'Artemare |
| Monument aux morts de Virieu-le-Petit                                            | À déterminer                                                 | Arvière-en-Valromey          | Virieu-le-Petit                                                 |                    | À déterminer    | 45° 54′ 31″ nord, 5° 43′ 29″ est | Monument aux morts de Virieu-le-Petit |
| Monument aux morts de Lochieu                                                    | À déterminer                                                 | Arvière-en-Valromey          | Lochieu                                                         |                    | À déterminer    | 45° 55′ 48″ nord, 5° 43′ 41″ est | Monument aux morts de Lochieu |
| Monument aux morts de Chavornay                                                  | À déterminer                                                 | Arvière-en-Valromey          | Chavornay                                                       |                    | À déterminer    | 45° 52′ 57″ nord, 5° 43′ 02″ est | Monument aux morts de Chavornay |
| Monument aux morts de Brénaz                                                     | À déterminer                                                 | Arvière-en-Valromey          | Brénaz                                                          |                    | À déterminer    | 45° 56′ 52″ nord, 5° 43′ 22″ est | Monument aux morts de Brénaz |
| Monument aux morts d'Asnières-sur-Saône                                          | À déterminer                                                 | Asnières-sur-Saône           | Dans le cimetière                                               |                    | À déterminer    | 46° 22′ 59″ nord, 4° 53′ 00″ est | Monument aux morts d'Asnières-sur-Saône |
| Monument aux morts d'Attignat                                                    | À déterminer                                                 | Attignat                     | À déterminer                                                    |                    | À déterminer    | 46° 17′ 22″ nord, 5° 09′ 30″ est | Monument aux morts d'Attignat |
| Monument aux morts de Dommartin                                                  | Claude Sallet                                                | Bâgé-Dommartin               | Impasse de l'Ancienne École, Dommartin                          |                    | À déterminer    | 46° 20′ 15″ nord, 4° 59′ 21″ est | Monument aux morts de Dommartin |
| Monument aux morts de Bâgé-la-Ville                                              | À déterminer                                                 | Bâgé-Dommartin               | Sur la place du Village, Bâgé-la-Ville                          |                    | À déterminer    | 46° 18′ 57″ nord, 4° 56′ 44″ est | Monument aux morts de Bâgé-la-Ville |
| Monument aux morts de Bâgé-le-Châtel                                             | À déterminer                                                 | Bâgé-le-Châtel               | Sur la place du 19 Mars 1962                                    |                    | À déterminer    | 46° 18′ 35″ nord, 4° 55′ 50″ est | Monument aux morts de Bâgé-le-Châtel |
| Monument aux morts de 1914-1918                                                  | À déterminer                                                 | Balan                        | Dans l'église Saint-Jean-Baptiste                               |                    | À déterminer    | à géolocaliser                   | Monument aux morts de 1914-1918 |
| Monument aux morts de Balan                                                      | À déterminer                                                 | Balan                        | À déterminer                                                    |                    | À déterminer    | 45° 50′ 01″ nord, 5° 05′ 52″ est | Monument aux morts de Balan |
| Monument aux morts de Baneins                                                    | À déterminer                                                 | Baneins                      | À déterminer                                                    |                    | À déterminer    | 46° 06′ 37″ nord, 4° 54′ 12″ est | Monument aux morts de Baneins |
| Monument aux morts de Béard-Géovreissiat                                         | À déterminer                                                 | Béard-Géovreissiat           | À déterminer                                                    |                    | À déterminer    | 46° 11′ 22″ nord, 5° 33′ 16″ est | Monument aux morts de Béard-Géovreissiat |
| Poilu au repos                                                                   | Copie d'après Étienne Camus                                  | Beaupont                     | Rue des anciens combattants, en face de l'église Saint-Antoine  |                    | 1921            | 46° 24′ 40″ nord, 5° 15′ 52″ est | Poilu au repos |
| Monument aux morts de Beauregard                                                 | À déterminer                                                 | Beauregard                   | À déterminer                                                    |                    | À déterminer    | 45° 59′ 53″ nord, 4° 45′ 17″ est | Monument aux morts de Beauregard |
| Monument aux morts de Béligneux                                                  | À déterminer                                                 | Béligneux                    | À déterminer                                                    |                    | À déterminer    | 45° 52′ 00″ nord, 5° 07′ 41″ est | Monument aux morts de Béligneux |
| Monument commémoratif du départ en août 1914 des régiments du Bugey              | À déterminer                                                 | Belley                       | À déterminer                                                    |                    | À déterminer    | 45° 45′ 34″ nord, 5° 41′ 28″ est | Monument commémoratif du départ en août 1914 des régiments du Bugey                                                                                               |
| Monument aux morts de Belley                                                     | À déterminer                                                 | Belley                       | À déterminer                                                    |                    | À déterminer    | 45° 45′ 42″ nord, 5° 41′ 15″ est | Monument aux morts de Belley |
| Poilu écrasant l'aigle allemand                                                  | Copie d'après Charles-Henri Pourquet                         | Belleydoux                   | À déterminer                                                    |                    | À déterminer    | 46° 15′ 09″ nord, 5° 46′ 41″ est | Poilu écrasant l'aigle allemand |
| Monument aux morts de Bellignat                                                  | À déterminer                                                 | Bellignat                    | À déterminer                                                    |                    | À déterminer    | 46° 14′ 29″ nord, 5° 37′ 40″ est | Monument aux morts de Bellignat |
| Monument aux morts de Bénonces                                                   | À déterminer                                                 | Bénonces                     | À déterminer                                                    |                    | À déterminer    | 45° 49′ 36″ nord, 5° 28′ 41″ est | Monument aux morts de Bénonces |
| Monument aux morts de Bény                                                       | À déterminer                                                 | Bény                         | À déterminer                                                    |                    | À déterminer    | 46° 19′ 06″ nord, 5° 17′ 01″ est | Monument aux morts de Bény |
| Monument aux morts de Béon                                                       | À déterminer                                                 | Béon                         | À déterminer                                                    |                    | À déterminer    | 45° 51′ 15″ nord, 5° 45′ 02″ est | Monument aux morts de Béon |
| Monument aux morts de Béréziat                                                   | À déterminer                                                 | Béréziat                     | À déterminer                                                    |                    | À déterminer    | 46° 22′ 05″ nord, 5° 02′ 44″ est | Monument aux morts de Béréziat |
| Monument aux morts de Bettant                                                    | À déterminer                                                 | Bettant                      | À déterminer                                                    |                    | À déterminer    | 45° 56′ 35″ nord, 5° 21′ 45″ est | Monument aux morts de Bettant |
| Monument aux morts de Bey                                                        | À déterminer                                                 | Bey                          | À déterminer                                                    |                    | À déterminer    | 46° 13′ 11″ nord, 4° 50′ 47″ est | Monument aux morts de Bey |
| Monument aux morts de Beynost                                                    | À déterminer                                                 | Beynost                      | À déterminer                                                    |                    | À déterminer    | 45° 50′ 25″ nord, 5° 00′ 08″ est | Monument aux morts de Beynost |
| Le Poilu victorieux                                                              | Copie d'après Eugène Bénet                                   | Billiat                      | À déterminer                                                    |                    | À déterminer    | 46° 04′ 40″ nord, 5° 47′ 03″ est | Le Poilu victorieux |
| Monument aux morts de Birieux                                                    | À déterminer                                                 | Birieux                      | À déterminer                                                    |                    | À déterminer    | 45° 57′ 11″ nord, 5° 02′ 20″ est | Monument aux morts de Birieux |
| Monument aux morts de Biziat                                                     | À déterminer                                                 | Biziat                       | À déterminer                                                    |                    | À déterminer    | 46° 13′ 00″ nord, 4° 56′ 39″ est | Monument aux morts de Biziat |
| Monument aux morts de Blyes                                                      | À déterminer                                                 | Blyes                        | À déterminer                                                    |                    | À déterminer    | 45° 50′ 57″ nord, 5° 14′ 53″ est | Monument aux morts de Blyes |
| Monument aux morts de Rignat                                                     | À déterminer                                                 | Bohas-Meyriat-Rignat         | Rignat                                                          |                    | À déterminer    | 46° 08′ 36″ nord, 5° 21′ 24″ est | Monument aux morts de Rignat |
| Monument aux morts de Meyriat                                                    | À déterminer                                                 | Bohas-Meyriat-Rignat         | Meyriat                                                         |                    | À déterminer    | 46° 08′ 12″ nord, 5° 23′ 28″ est | Monument aux morts de Meyriat |
| Monument aux morts de Bohas                                                      | À déterminer                                                 | Bohas-Meyriat-Rignat         | Bohas                                                           |                    | À déterminer    | 46° 09′ 35″ nord, 5° 23′ 19″ est | Monument aux morts de Bohas |
| Monument aux morts de Boissey                                                    | À déterminer                                                 | Boissey                      | Dans le cimetière                                               |                    | À déterminer    | 46° 22′ 54″ nord, 4° 59′ 47″ est | Monument aux morts de Boissey |
| Monument aux morts de Bolozon                                                    | À déterminer                                                 | Bolozon                      | À déterminer                                                    |                    | À déterminer    | 46° 11′ 33″ nord, 5° 28′ 26″ est | Monument aux morts de Bolozon |
| Monument aux morts de Bouligneux                                                 | À déterminer                                                 | Bouligneux                   | À déterminer                                                    |                    | À déterminer    | 46° 01′ 23″ nord, 4° 59′ 28″ est | Monument aux morts de Bouligneux |
| L'Ain à ses Enfants tombés en Afrique du Nord 1952-1962                          | À déterminer                                                 | Bourg-en-Bresse              | À déterminer                                                    |                    | À déterminer    | 46° 12′ 13″ nord, 5° 13′ 08″ est | L'Ain à ses Enfants tombés en Afrique du Nord 1952-1962 |
| Monument aux morts                                                               | Alphonse Muscat                                              | Bourg-en-Bresse              | Sur la place Pierre Goujon                                      | Inscrit MH (2019). | 1925            | 46° 12′ 11″ nord, 5° 13′ 14″ est | Monument aux morts |
| Monument aux morts de Bourg-Saint-Christophe                                     | À déterminer                                                 | Bourg-Saint-Christophe       | À déterminer                                                    |                    | À déterminer    | 45° 53′ 24″ nord, 5° 09′ 27″ est | Monument aux morts de Bourg-Saint-Christophe |
| Monument aux morts de Poncieux                                                   | À déterminer                                                 | Boyeux-Saint-Jérôme          | Poncieux                                                        |                    | À déterminer    | 46° 02′ 26″ nord, 5° 26′ 50″ est | Monument aux morts de Poncieux |
| Monument aux morts de Boyeux-Saint-Jérôme                                        | À déterminer                                                 | Boyeux-Saint-Jérôme          | À déterminer                                                    |                    | À déterminer    | 46° 01′ 48″ nord, 5° 27′ 31″ est | Monument aux morts de Boyeux-Saint-Jérôme |
| Monument aux morts de Boz                                                        | À déterminer                                                 | Boz                          | À déterminer                                                    |                    | À déterminer    | 46° 24′ 24″ nord, 4° 54′ 42″ est | Monument aux morts de Boz |
| Monument aux morts de Brégnier-Cordon                                            | À déterminer                                                 | Brégnier-Cordon              | À déterminer                                                    |                    | À déterminer    | 45° 38′ 50″ nord, 5° 37′ 13″ est | Monument aux morts de Brégnier-Cordon |
| Monument aux Enfants d'Izieu de Brégnier-Cordon                                  | À déterminer                                                 | Brégnier-Cordon              | À déterminer                                                    |                    | À déterminer    | 45° 38′ 29″ nord, 5° 37′ 39″ est | Monument aux Enfants d'Izieu de Brégnier-Cordon |
| Monument aux morts de Brénod                                                     | À déterminer                                                 | Brénod                       | À déterminer                                                    |                    | À déterminer    | 46° 03′ 38″ nord, 5° 36′ 23″ est | Monument aux morts de Brénod |
| Monument aux morts de Brens                                                      | À déterminer                                                 | Brens                        | À déterminer                                                    |                    | À déterminer    | 45° 43′ 06″ nord, 5° 41′ 45″ est | Monument aux morts de Brens |
| Monument aux morts de Cras-sur-Reyssouze                                         | À déterminer                                                 | Bresse Vallons               | Dans le cimetière de Cras-sur-Reyssouze                         |                    | À déterminer    | 46° 18′ 34″ nord, 5° 10′ 05″ est | Monument aux morts de Cras-sur-Reyssouze |
| Monument aux morts d'Étrez                                                       | À déterminer                                                 | Bresse Vallons               | Étrez                                                           |                    | À déterminer    | 46° 20′ 03″ nord, 5° 11′ 09″ est | Monument aux morts d'Étrez |
| Monument aux morts de Cras-sur-Reyssouze                                         | À déterminer                                                 | Bresse Vallons               | Dans le cimetière de Cras-sur-Reyssouze                         |                    | À déterminer    | 46° 18′ 27″ nord, 5° 09′ 54″ est | Monument aux morts de Cras-sur-Reyssouze |
| Monument aux morts de Bressolles                                                 | À déterminer                                                 | Bressolles                   | À déterminer                                                    |                    | À déterminer    | 45° 51′ 56″ nord, 5° 05′ 45″ est | Monument aux morts de Bressolles |
| Monument aux morts de Brion                                                      | À déterminer                                                 | Brion                        | À déterminer                                                    |                    | À déterminer    | 46° 10′ 16″ nord, 5° 33′ 13″ est | Monument aux morts de Brion |
| Monument aux morts de Briord                                                     | À déterminer                                                 | Briord                       | À déterminer                                                    |                    | À déterminer    | 45° 46′ 57″ nord, 5° 27′ 32″ est | Monument aux morts de Briord |
| Monument aux morts de Buellas                                                    | À déterminer                                                 | Buellas                      | À déterminer                                                    |                    | À déterminer    | 46° 12′ 35″ nord, 5° 07′ 56″ est | Monument aux morts de Buellas |
| Monument aux morts de Ceignes                                                    | À déterminer                                                 | Ceignes                      | À déterminer                                                    |                    | À déterminer    | 46° 07′ 08″ nord, 5° 29′ 57″ est | Monument aux morts de Ceignes |
| Monument aux morts de Cerdon                                                     | À déterminer                                                 | Cerdon                       | À déterminer                                                    |                    | À déterminer    | 46° 04′ 50″ nord, 5° 27′ 47″ est | Monument aux morts de Cerdon |
| Monument des Maquis de l'Ain                                                     | Charles Machet                                               | Cerdon                       | Val d'Enfer                                                     |                    | 1951            | 46° 04′ 17″ nord, 5° 29′ 04″ est | Mémorial des maquis de l'Ain et de la Résistance |
| Monument aux morts de Certines                                                   | À déterminer                                                 | Certines                     | À déterminer                                                    |                    | À déterminer    | 46° 07′ 53″ nord, 5° 15′ 57″ est | Monument aux morts de Certines |
| Monument aux morts de Cessy                                                      | À déterminer                                                 | Cessy                        | À déterminer                                                    |                    | À déterminer    | 46° 19′ 06″ nord, 6° 04′ 10″ est | Monument aux morts de Cessy |
| Monument aux morts de Ceyzériat                                                  | À déterminer                                                 | Ceyzériat                    | À déterminer                                                    |                    | À déterminer    | 46° 10′ 44″ nord, 5° 19′ 18″ est | Monument aux morts de Ceyzériat |
| Monument aux morts de Ceyzérieu                                                  | À déterminer                                                 | Ceyzérieu                    | À déterminer                                                    |                    | À déterminer    | 45° 50′ 06″ nord, 5° 43′ 35″ est | Monument aux morts de Ceyzérieu |
| Monument aux morts de Chalamont                                                  | À déterminer                                                 | Chalamont                    | À déterminer                                                    |                    | À déterminer    | 45° 59′ 46″ nord, 5° 10′ 18″ est | Monument aux morts de Chalamont |
| Monument aux morts de Chaleins                                                   | À déterminer                                                 | Chaleins                     | À déterminer                                                    |                    | À déterminer    | 46° 01′ 53″ nord, 4° 48′ 15″ est | Monument aux morts de Chaleins |
| Monument aux morts de Chaley                                                     | À déterminer                                                 | Chaley                       | Dans le cimetière                                               |                    | À déterminer    | 45° 57′ 16″ nord, 5° 31′ 48″ est | Monument aux morts de Chaley |
| Monument aux morts de Challes-la-Montagne                                        | À déterminer                                                 | Challes-la-Montagne          | À déterminer                                                    |                    | À déterminer    | 46° 07′ 29″ nord, 5° 27′ 46″ est | Monument aux morts de Challes-la-Montagne |
| Monument aux morts de Challex                                                    | À déterminer                                                 | Challex                      | À déterminer                                                    |                    | À déterminer    | 46° 10′ 51″ nord, 5° 58′ 25″ est | Monument aux morts de Challex |
| Monument aux morts de Passin                                                     | À déterminer                                                 | Champagne-en-Valromey        | À déterminer                                                    |                    | À déterminer    | 45° 55′ 49″ nord, 5° 41′ 17″ est | Monument aux morts de Passin |
| Monument aux morts de Champagne-en-Valromey                                      | À déterminer                                                 | Champagne-en-Valromey        | À déterminer                                                    |                    | À déterminer    | 45° 54′ 16″ nord, 5° 40′ 44″ est | Monument aux morts de Champagne-en-Valromey |
| Monument aux morts de Corcelles                                                  | À déterminer                                                 | Champdor-Corcelles           | À déterminer                                                    |                    | À déterminer    | 46° 02′ 00″ nord, 5° 34′ 26″ est | Monument aux morts de Corcelles |
| Monument aux morts de Champdor                                                   | À déterminer                                                 | Champdor-Corcelles           | À déterminer                                                    |                    | À déterminer    | 46° 01′ 02″ nord, 5° 35′ 50″ est | Monument aux morts de Champdor |
| Monument aux morts de Champfromier                                               | À déterminer                                                 | Champfromier                 | À déterminer                                                    |                    | À déterminer    | 46° 11′ 39″ nord, 5° 48′ 59″ est | Monument aux morts de Champfromier |
| Monument des Maquis de Richemond                                                 | À déterminer                                                 | Chanay                       | À déterminer                                                    |                    | À déterminer    | 46° 00′ 30″ nord, 5° 44′ 55″ est | Monument des Maquis de Richemond |
| Monument aux morts de la guerre franco-prussienne de Chanay                      | À déterminer                                                 | Chanay                       | À déterminer                                                    |                    | À déterminer    | 46° 00′ 21″ nord, 5° 47′ 09″ est | Monument aux morts de la guerre franco-prussienne de Chanay |
| Monument aux morts de Chanay                                                     | À déterminer                                                 | Chanay                       | À déterminer                                                    |                    | À déterminer    | 46° 00′ 18″ nord, 5° 47′ 06″ est | Monument aux morts de Chanay |
| Monument aux morts de Chaneins et Valeins                                        | À déterminer                                                 | Chaneins                     | Dans le cimetière                                               |                    | À déterminer    | 46° 05′ 49″ nord, 4° 50′ 44″ est | Monument aux morts de Chaneins et Valeins |
| Monument aux morts de Chanoz-Châtenay                                            | À déterminer                                                 | Chanoz-Châtenay              | À déterminer                                                    |                    | À déterminer    | 46° 11′ 04″ nord, 5° 01′ 47″ est | Monument aux morts de Chanoz-Châtenay |
| Poilu écrasant l'aigle allemand                                                  | Copie d'après Charles-Henri Pourquet                         | Charix                       | À déterminer                                                    |                    | À déterminer    | 46° 10′ 59″ nord, 5° 41′ 06″ est | Poilu écrasant l'aigle allemand |
| Monument aux morts de Charnoz-sur-Ain                                            | À déterminer                                                 | Charnoz-sur-Ain              | À déterminer                                                    |                    | À déterminer    | 45° 52′ 13″ nord, 5° 13′ 24″ est | Monument aux morts de Charnoz-sur-Ain |
| Monument aux morts de Château-Gaillard                                           | À déterminer                                                 | Château-Gaillard             | À déterminer                                                    |                    | À déterminer    | 45° 58′ 21″ nord, 5° 18′ 15″ est | Monument aux morts de Château-Gaillard |
| Monument aux morts de Châtenay                                                   | À déterminer                                                 | Châtenay                     | À déterminer                                                    |                    | À déterminer    | 46° 02′ 01″ nord, 5° 12′ 04″ est | Monument aux morts de Châtenay |
| Monument aux morts de Châtillon-la-Palud                                         | À déterminer                                                 | Châtillon-la-Palud           | À déterminer                                                    |                    | À déterminer    | 45° 58′ 22″ nord, 5° 15′ 17″ est | Monument aux morts de Châtillon-la-Palud |
| Monument de la Résistance de Châtillon-sur-Chalaronne                            | À déterminer                                                 | Châtillon-sur-Chalaronne     | À déterminer                                                    |                    | À déterminer    | 46° 07′ 05″ nord, 4° 57′ 06″ est | Monument de la Résistance de Châtillon-sur-Chalaronne |
| Monument aux morts de Châtillon-sur-Chalaronne                                   | À déterminer                                                 | Châtillon-sur-Chalaronne     | À déterminer                                                    |                    | À déterminer    | 46° 07′ 18″ nord, 4° 57′ 32″ est | Monument aux morts de Châtillon-sur-Chalaronne |
| Monument aux morts de Chavannes-sur-Reyssouze                                    | Claude Sallet                                                | Chavannes-sur-Reyssouze      | À déterminer                                                    |                    | À déterminer    | 46° 25′ 49″ nord, 4° 59′ 34″ est | Monument aux morts de Chavannes-sur-Reyssouze |
| Monument aux morts de Chaveyriat                                                 | À déterminer                                                 | Chaveyriat                   | À déterminer                                                    |                    | À déterminer    | 46° 11′ 56″ nord, 5° 03′ 35″ est | Monument aux morts de Chaveyriat |
| Monument en mémoire de la Brigade de Haute Montagne et de la campagne de Norvège | À déterminer                                                 | Chazey-Bons                  | À déterminer                                                    |                    | À déterminer    | 45° 46′ 43″ nord, 5° 41′ 21″ est | Monument en mémoire de la Brigade de Haute Montagne et de la campagne de Norvège                                                                                  |
| Monument aux morts de Pugieu                                                     | À déterminer                                                 | Chazey-Bons                  | À déterminer                                                    |                    | À déterminer    | 45° 49′ 13″ nord, 5° 38′ 52″ est | Monument aux morts de Pugieu |
| Monument aux morts de Chazey-Bons                                                | À déterminer                                                 | Chazey-Bons                  | À déterminer                                                    |                    | À déterminer    | 45° 48′ 11″ nord, 5° 40′ 55″ est | Monument aux morts de Chazey-Bons |
| Monument aux morts de Chazey-sur-Ain                                             | À déterminer                                                 | Chazey-sur-Ain               | À déterminer                                                    |                    | À déterminer    | 45° 53′ 37″ nord, 5° 15′ 19″ est | Monument aux morts de Chazey-sur-Ain |
| Monument aux morts de Cheignieu-la-Balme                                         | À déterminer                                                 | Cheignieu-la-Balme           | À déterminer                                                    |                    | À déterminer    | 45° 49′ 35″ nord, 5° 36′ 33″ est | Monument aux morts de Cheignieu-la-Balme |
| Poilu écrasant l'aigle allemand                                                  | Copie d'après Charles-Henri Pourquet                         | Chevillard                   | À déterminer                                                    |                    | À déterminer    | 46° 17′ 44″ nord, 5° 40′ 53″ est | Poilu écrasant l'aigle allemand |
| Monument aux morts de Chevroux                                                   | À déterminer                                                 | Chevroux                     | À déterminer                                                    |                    | À déterminer    | 46° 23′ 03″ nord, 4° 56′ 51″ est | Monument aux morts de Chevroux |
| Monument aux morts de Chevry                                                     | À déterminer                                                 | Chevry                       | À déterminer                                                    |                    | À déterminer    | 46° 16′ 50″ nord, 6° 02′ 24″ est | Monument aux morts de Chevry |
| Monument aux morts de Chézery-Forens                                             | À déterminer                                                 | Chézery-Forens               | À déterminer                                                    |                    | À déterminer    | 46° 13′ 18″ nord, 5° 52′ 00″ est | Monument aux morts de Chézery-Forens |
| Monument aux morts de Civrieux                                                   | À déterminer                                                 | Civrieux                     | À déterminer                                                    |                    | À déterminer    | 45° 55′ 18″ nord, 4° 52′ 55″ est | Monument aux morts de Civrieux |
| Monument aux morts de Cize                                                       | À déterminer                                                 | Cize                         | À déterminer                                                    |                    | À déterminer    | 46° 12′ 20″ nord, 5° 26′ 48″ est | Monument aux morts de Cize |
| Monument aux morts de Cleyzieu                                                   | À déterminer                                                 | Cleyzieu                     | À déterminer                                                    |                    | À déterminer    | 45° 54′ 30″ nord, 5° 25′ 42″ est | Monument aux morts de Cleyzieu |
| Monument aux morts de Coligny                                                    | À déterminer                                                 | Coligny                      | À déterminer                                                    |                    | À déterminer    | 46° 23′ 00″ nord, 5° 20′ 48″ est | Monument aux morts de Coligny |
| Monument aux morts de Collonges                                                  | À déterminer                                                 | Collonges                    | À déterminer                                                    |                    | À déterminer    | 46° 08′ 20″ nord, 5° 54′ 18″ est | Monument aux morts de Collonges |
| Monument aux morts de Colomieu                                                   | À déterminer                                                 | Colomieu                     | À déterminer                                                    |                    | À déterminer    | 45° 43′ 59″ nord, 5° 37′ 18″ est | Monument aux morts de Colomieu |
| Monument aux morts de Conand                                                     | À déterminer                                                 | Conand                       | À déterminer                                                    |                    | À déterminer    | 45° 53′ 31″ nord, 5° 28′ 24″ est | Monument aux morts de Conand |
| Monument aux morts de Condamine                                                  | À déterminer                                                 | Condamine                    | À déterminer                                                    |                    | À déterminer    | 46° 06′ 35″ nord, 5° 33′ 05″ est | Monument aux morts de Condamine |
| Monument aux morts de Condeissiat                                                | À déterminer                                                 | Condeissiat                  | À déterminer                                                    |                    | À déterminer    | 46° 09′ 35″ nord, 5° 04′ 45″ est | Monument aux morts de Condeissiat |
| Monument aux morts de Confort                                                    | À déterminer                                                 | Confort                      | À déterminer                                                    |                    | À déterminer    | 46° 09′ 00″ nord, 5° 49′ 22″ est | Monument aux morts de Confort |
| Monument aux morts de Confrançon                                                 | À déterminer                                                 | Confrançon                   | À déterminer                                                    |                    | À déterminer    | 46° 15′ 53″ nord, 5° 03′ 55″ est | Monument aux morts de Confrançon |
| Monument aux morts de Contrevoz                                                  | À déterminer                                                 | Contrevoz                    | À déterminer                                                    |                    | À déterminer    | 45° 48′ 22″ nord, 5° 37′ 39″ est | Monument aux morts de Contrevoz |
| Monument aux morts de Conzieu                                                    | À déterminer                                                 | Conzieu                      | À déterminer                                                    |                    | À déterminer    | 45° 43′ 36″ nord, 5° 36′ 26″ est | Monument aux morts de Conzieu |
| Monument aux morts de Corbonod                                                   | À déterminer                                                 | Corbonod                     | À déterminer                                                    |                    | À déterminer    | 45° 58′ 14″ nord, 5° 48′ 35″ est | Monument aux morts de Corbonod |
| Monument aux morts de la Seconde Guerre mondiale de Corlier                      | À déterminer                                                 | Corlier                      | À déterminer                                                    |                    | À déterminer    | 46° 01′ 45″ nord, 5° 29′ 58″ est | Monument aux morts de la Seconde Guerre mondiale de Corlier |
| Poilu au repos                                                                   | Copie d'après Étienne Camus                                  | Corlier                      | Rue principale (RD 12), en face de la mairie                    |                    | À déterminer    | 46° 01′ 49″ nord, 5° 29′ 54″ est | Poilu au repos |
| Monument aux morts de Cormoranche-sur-Saône                                      | À déterminer                                                 | Cormoranche-sur-Saône        | Dans le cimetière                                               |                    | À déterminer    | 46° 14′ 44″ nord, 4° 50′ 01″ est | Monument aux morts de Cormoranche-sur-Saône |
| Monument aux Résistants de Cormoranche-sur-Saône                                 | À déterminer                                                 | Cormoranche-sur-Saône        | À déterminer                                                    |                    | À déterminer    | 46° 14′ 28″ nord, 4° 49′ 52″ est | Monument aux Résistants de Cormoranche-sur-Saône |
| Monument aux morts de Cormoz                                                     | À déterminer                                                 | Cormoz                       | À déterminer                                                    |                    | À déterminer    | 46° 26′ 57″ nord, 5° 13′ 54″ est | Monument aux morts de Cormoz |
| Monument aux morts                                                               | À déterminer                                                 | Corveissiat                  | À déterminer                                                    |                    | À déterminer    | 46° 15′ 31″ nord, 5° 29′ 25″ est | Monument aux morts |
| Monument aux morts de Corveissiat                                                | À déterminer                                                 | Corveissiat                  | À déterminer                                                    |                    | À déterminer    | 46° 14′ 39″ nord, 5° 28′ 57″ est | Monument aux morts de Corveissiat |
| Monument aux morts d'Arnans                                                      | À déterminer                                                 | Corveissiat                  | À déterminer                                                    |                    | À déterminer    | 46° 15′ 43″ nord, 5° 27′ 33″ est | Monument aux morts d'Arnans |
| Monument des Déportés de Courmangoux                                             | À déterminer                                                 | Courmangoux                  | À déterminer                                                    |                    | À déterminer    | 46° 20′ 23″ nord, 5° 22′ 01″ est | Monument des Déportés de Courmangoux |
| Monument aux morts de Courmangoux                                                | À déterminer                                                 | Courmangoux                  | À déterminer                                                    |                    | À déterminer    | 46° 19′ 51″ nord, 5° 22′ 13″ est | Monument aux morts de Courmangoux |
| Monument aux morts de Courtes                                                    | À déterminer                                                 | Courtes                      | À déterminer                                                    |                    | À déterminer    | 46° 27′ 34″ nord, 5° 06′ 04″ est | Monument aux morts de Courtes |
| Monument aux morts de Crans                                                      | À déterminer                                                 | Crans                        | À déterminer                                                    |                    | À déterminer    | 45° 57′ 43″ nord, 5° 12′ 47″ est | Monument aux morts de Crans |
| Monument aux morts de Cressin-Rochefort                                          | À déterminer                                                 | Cressin-Rochefort            | À déterminer                                                    |                    | À déterminer    | 45° 46′ 41″ nord, 5° 45′ 44″ est | Monument aux morts de Cressin-Rochefort |
| Monument de la libération de Crottet                                             | À déterminer                                                 | Crottet                      | À déterminer                                                    |                    | À déterminer    | 46° 16′ 34″ nord, 4° 52′ 23″ est | Monument de la libération de Crottet |
| Monument aux morts de Crottet                                                    | À déterminer                                                 | Crottet                      | À déterminer                                                    |                    | À déterminer    | 46° 16′ 41″ nord, 4° 53′ 35″ est | Monument aux morts de Crottet |
| Monument aux morts de Crozet                                                     | À déterminer                                                 | Crozet                       | À déterminer                                                    |                    | À déterminer    | 46° 16′ 45″ nord, 6° 00′ 51″ est | Monument aux morts de Crozet |
| Monument aux morts de Cruzilles-lès-Mépillat                                     | À déterminer                                                 | Cruzilles-lès-Mépillat       | Dans le cimetière                                               |                    | À déterminer    | 46° 13′ 27″ nord, 4° 52′ 55″ est | Monument aux morts de Cruzilles-lès-Mépillat |
| Monument aux morts de Culoz                                                      | À déterminer                                                 | Culoz                        | À déterminer                                                    |                    | À déterminer    | 45° 50′ 53″ nord, 5° 46′ 58″ est | Monument aux morts de Culoz |
| Monument aux morts de Curciat-Dongalon                                           | À déterminer                                                 | Curciat-Dongalon             | À déterminer                                                    |                    | À déterminer    | 46° 28′ 28″ nord, 5° 09′ 24″ est | Monument aux morts de Curciat-Dongalon |
| Monument aux morts de Curtafond                                                  | À déterminer                                                 | Curtafond                    | À déterminer                                                    |                    | À déterminer    | 46° 16′ 14″ nord, 5° 05′ 23″ est | Monument aux morts de Curtafond |
| Monument aux morts de Cuzieu                                                     | À déterminer                                                 | Cuzieu                       | À déterminer                                                    |                    | À déterminer    | 45° 49′ 09″ nord, 5° 40′ 27″ est | Monument aux morts de Cuzieu |
| Monument aux morts de Dagneux                                                    | À déterminer                                                 | Dagneux                      | À déterminer                                                    |                    | À déterminer    | 45° 51′ 08″ nord, 5° 04′ 33″ est | Monument aux morts de Dagneux |
| Mémorial des 21 fusillés du 12 juin 1944 de Dagneux                              | À déterminer                                                 | Dagneux                      | À déterminer                                                    |                    | À déterminer    | 45° 51′ 59″ nord, 5° 04′ 51″ est | Mémorial des 21 fusillés du 12 juin 1944 de Dagneux |
| Monument aux morts de Vésenex-Crassy                                             | À déterminer                                                 | Divonne-les-Bains            | À déterminer                                                    |                    | À déterminer    | 46° 22′ 18″ nord, 6° 09′ 06″ est | Monument aux morts de Vésenex-Crassy |
| Monument aux morts de Divonne-les-Bains                                          | À déterminer                                                 | Divonne-les-Bains            | À déterminer                                                    |                    | À déterminer    | 46° 21′ 25″ nord, 6° 08′ 35″ est | Monument aux morts de Divonne-les-Bains |
| Monument aux morts de Dompierre-sur-Chalaronne                                   | À déterminer                                                 | Dompierre-sur-Chalaronne     | À déterminer                                                    |                    | À déterminer    | 46° 08′ 22″ nord, 4° 53′ 52″ est | Monument aux morts de Dompierre-sur-Chalaronne |
| Monument aux morts du Logis                                                      | À déterminer                                                 | Dompierre-sur-Veyle          | À déterminer                                                    |                    | À déterminer    | 46° 04′ 17″ nord, 5° 11′ 44″ est | Monument aux morts du Logis |
| Monument aux morts de Dompierre-sur-Veyle                                        | À déterminer                                                 | Dompierre-sur-Veyle          | À déterminer                                                    |                    | À déterminer    | 46° 04′ 20″ nord, 5° 12′ 19″ est | Monument aux morts de Dompierre-sur-Veyle |
| Monument des Fusillés des Lusys                                                  | À déterminer                                                 | Domsure                      | À déterminer                                                    |                    | À déterminer    | 46° 26′ 11″ nord, 5° 17′ 24″ est | Image manquante |
| Monument aux morts de Domsure                                                    | À déterminer                                                 | Domsure                      | À déterminer                                                    |                    | À déterminer    | 46° 25′ 10″ nord, 5° 17′ 41″ est | Monument aux morts de Domsure |
| Monument aux morts de Dortan                                                     | À déterminer                                                 | Dortan                       | À déterminer                                                    |                    | À déterminer    | 46° 19′ 10″ nord, 5° 39′ 34″ est | Monument aux morts de Dortan |
| Monument aux morts de Douvres                                                    | À déterminer                                                 | Douvres                      | À déterminer                                                    |                    | À déterminer    | 45° 59′ 22″ nord, 5° 22′ 24″ est | Monument aux morts de Douvres |
| Monument aux morts de Drom                                                       | À déterminer                                                 | Drom                         | À déterminer                                                    |                    | À déterminer    | 46° 13′ 06″ nord, 5° 22′ 01″ est | Monument aux morts de Drom |
| Monument aux morts de Druillat                                                   | À déterminer                                                 | Druillat                     | À déterminer                                                    |                    | À déterminer    | 46° 03′ 33″ nord, 5° 19′ 04″ est | Monument aux morts de Druillat |
| Monument du Maquis d'Échallon                                                    | À déterminer                                                 | Échallon                     | À déterminer                                                    |                    | À déterminer    | 46° 15′ 07″ nord, 5° 44′ 14″ est | Monument du Maquis d'Échallon |
| Monument aux morts d'Échallon                                                    | À déterminer                                                 | Échallon                     | À déterminer                                                    |                    | À déterminer    | 46° 12′ 35″ nord, 5° 44′ 26″ est | Monument aux morts d'Échallon |
| Monument aux morts d'Échenevex                                                   | À déterminer                                                 | Échenevex                    | Dans le cimetière                                               |                    | À déterminer    | 46° 18′ 39″ nord, 6° 02′ 34″ est | Image manquante |
| Monument aux morts d'Échenevex                                                   | À déterminer                                                 | Échenevex                    | À déterminer                                                    |                    | À déterminer    | 46° 18′ 31″ nord, 6° 02′ 11″ est | Monument aux morts d'Échenevex |
| Monument aux Martyrs d'Évosges                                                   | À déterminer                                                 | Évosges                      | À déterminer                                                    |                    | À déterminer    | 45° 57′ 31″ nord, 5° 29′ 45″ est | Monument aux Martyrs d'Évosges |
| Monument aux morts d'Évosges                                                     | À déterminer                                                 | Évosges                      | À déterminer                                                    |                    | À déterminer    | 45° 57′ 38″ nord, 5° 29′ 55″ est | Monument aux morts d'Évosges |
| Monument aux morts de Faramans                                                   | À déterminer                                                 | Faramans                     | À déterminer                                                    |                    | À déterminer    | 45° 54′ 16″ nord, 5° 07′ 32″ est | Monument aux morts de Faramans |
| Monument aux morts de Fareins                                                    | À déterminer                                                 | Fareins                      | Dans le cimetière                                               |                    | À déterminer    | 46° 01′ 26″ nord, 4° 45′ 29″ est | Monument aux morts de Fareins |
| Poilu au repos                                                                   | Copie d'après Étienne Camus                                  | Farges                       | Au bord de la rue de la République (RD 984), à côté de l'église |                    | À déterminer    | 46° 10′ 08″ nord, 5° 54′ 24″ est | Poilu au repos |
| Monument aux morts de Feillens                                                   | À déterminer                                                 | Feillens                     | Dans le cimetière                                               |                    | À déterminer    | 46° 20′ 10″ nord, 4° 53′ 35″ est | Monument aux morts de Feillens |
| Stèle Marguerite                                                                 | À déterminer                                                 | Feillens                     | À déterminer                                                    |                    | À déterminer    | 46° 21′ 06″ nord, 4° 52′ 15″ est | Stèle Marguerite |
| Poilu à l'écu                                                                    | Copie d'après Union internationale artistique de Vaucouleurs | Feillens                     | À déterminer                                                    |                    | À déterminer    | 46° 20′ 11″ nord, 4° 53′ 16″ est | Poilu à l'écu |
| Monument aux morts du XIXe siècle de Feillens                                    | À déterminer                                                 | Feillens                     | À déterminer                                                    |                    | À déterminer    | 46° 20′ 11″ nord, 4° 53′ 18″ est | Monument aux morts du XIXe siècle de Feillens |
| Monument aux morts de Ferney-Voltaire                                            | À déterminer                                                 | Ferney-Voltaire              | À déterminer                                                    |                    | À déterminer    | 46° 15′ 21″ nord, 6° 06′ 30″ est | Monument aux morts de Ferney-Voltaire |
| Monument aux morts de Flaxieu                                                    | À déterminer                                                 | Flaxieu                      | Dans le cimetière                                               |                    | À déterminer    | 45° 48′ 24″ nord, 5° 43′ 51″ est | Monument aux morts de Flaxieu |
| Monument aux morts de Foissiat                                                   | À déterminer                                                 | Foissiat                     | À déterminer                                                    |                    | À déterminer    | 46° 22′ 12″ nord, 5° 10′ 29″ est | Monument aux morts de Foissiat |
| Monument aux morts de Francheleins                                               | À déterminer                                                 | Francheleins                 | Dans le cimetière                                               |                    | À déterminer    | 46° 04′ 46″ nord, 4° 48′ 28″ est | Monument aux morts de Francheleins |
| Monument aux morts de Frans                                                      | À déterminer                                                 | Frans                        | À déterminer                                                    |                    | À déterminer    | 45° 59′ 26″ nord, 4° 46′ 25″ est | Monument aux morts de Frans |
| Monument aux morts de Garnerans                                                  | À déterminer                                                 | Garnerans                    | À déterminer                                                    |                    | À déterminer    | 46° 12′ 18″ nord, 4° 50′ 28″ est | Monument aux morts de Garnerans |
| Monument aux morts de la Première Guerre mondiale de Genouilleux                 | À déterminer                                                 | Genouilleux                  | Contre la façade nord de l'église Saint Pierre                  |                    | À déterminer    | 46° 07′ 09″ nord, 4° 47′ 10″ est | style="background: var(--background-color-disabled, #dadde3); color: var(--color-subtle, #54595d); vertical-align: middle; text-align: center; " class="table-na" |
| Monument aux morts de Genouilleux                                                | À déterminer                                                 | Genouilleux                  | Dans le cimetière                                               |                    | À déterminer    | 46° 07′ 09″ nord, 4° 47′ 10″ est | Monument aux morts de Genouilleux |
| Monument aux morts de Géovreisset                                                | À déterminer                                                 | Géovreisset                  | À déterminer                                                    |                    | À déterminer    | 46° 15′ 34″ nord, 5° 37′ 19″ est | Monument aux morts de Géovreisset |
| Monument aux morts de Gex                                                        | À déterminer                                                 | Gex                          | Dans le cimetière                                               |                    | À déterminer    | 46° 20′ 18″ nord, 6° 03′ 36″ est | Monument aux morts de Gex |
| Monument aux morts de la Seconde Guerre mondiale de Gex                          | À déterminer                                                 | Gex                          | Dans le cimetière                                               |                    | À déterminer    | 46° 20′ 18″ nord, 6° 03′ 36″ est | Monument aux morts de la Seconde Guerre mondiale de Gex |
| Monument aux morts de Gex                                                        | À déterminer                                                 | Gex                          | À déterminer                                                    |                    | À déterminer    | 46° 20′ 06″ nord, 6° 03′ 30″ est | Monument aux morts de Gex |
| Monument aux morts de Giron                                                      | À déterminer                                                 | Giron                        | À déterminer                                                    |                    | À déterminer    | 46° 13′ 31″ nord, 5° 46′ 26″ est | Monument aux morts de Giron |
| Monument aux morts de Gorrevod                                                   | À déterminer                                                 | Gorrevod                     | À déterminer                                                    |                    | À déterminer    | 46° 25′ 13″ nord, 4° 56′ 19″ est | Monument aux morts de Gorrevod |
| Monument aux morts de Grand-Corent                                               | À déterminer                                                 | Grand-Corent                 | À déterminer                                                    |                    | À déterminer    | 46° 12′ 03″ nord, 5° 25′ 54″ est | Monument aux morts de Grand-Corent |
| Monument aux morts de Grièges                                                    | À déterminer                                                 | Grièges                      | À déterminer                                                    |                    | À déterminer    | 46° 15′ 19″ nord, 4° 51′ 03″ est | Monument aux morts de Grièges |
| Monument aux morts de Grilly                                                     | À déterminer                                                 | Grilly                       | À déterminer                                                    |                    | À déterminer    | 46° 19′ 54″ nord, 6° 06′ 51″ est | Monument aux morts de Grilly |
| Monument aux morts de Groissiat                                                  | À déterminer                                                 | Groissiat                    | À déterminer                                                    |                    | À déterminer    | 46° 13′ 18″ nord, 5° 36′ 28″ est | Monument aux morts de Groissiat |
| Monument aux morts                                                               | À déterminer                                                 | Groslée-Saint-Benoit         | Saint-Benoît                                                    |                    | À déterminer    | 45° 41′ 41″ nord, 5° 35′ 15″ est | Monument aux morts |
| Monument aux morts de Groslée                                                    | À déterminer                                                 | Groslée-Saint-Benoit         | Groslée                                                         |                    | À déterminer    | 45° 42′ 50″ nord, 5° 34′ 19″ est | Monument aux morts de Groslée |
| Monument aux morts de Guéreins                                                   | À déterminer                                                 | Guéreins                     | Dans le cimetière                                               |                    | À déterminer    | 46° 06′ 29″ nord, 4° 46′ 45″ est | Monument aux morts de Guéreins |
| Monument aux morts de Songieu                                                    | À déterminer                                                 | Haut Valromey                | Songieu                                                         |                    | À déterminer    | 45° 58′ 25″ nord, 5° 42′ 10″ est | Monument aux morts de Songieu |
| Monument aux morts du 13 juillet 1944 du Petit-Abergement                        | À déterminer                                                 | Haut Valromey                | Le Petit-Abergement                                             |                    | À déterminer    | 46° 05′ 44″ nord, 5° 39′ 48″ est | Monument aux morts du 13 juillet 1944 du Petit-Abergement |
| Le Poilu victorieux                                                              | Copie d'après Eugène Bénet                                   | Haut Valromey                | Le Petit-Abergement                                             |                    | À déterminer    | 46° 01′ 55″ nord, 5° 39′ 51″ est | Le Poilu victorieux |
| Monument aux morts du Grand-Abergement                                           | À déterminer                                                 | Haut Valromey                | Le Grand-Abergement                                             |                    | À déterminer    | 46° 02′ 03″ nord, 5° 40′ 29″ est | Monument aux morts du Grand-Abergement |
| Monument aux morts de Hotonnes                                                   | À déterminer                                                 | Haut Valromey                | Hotonnes                                                        |                    | À déterminer    | 45° 59′ 51″ nord, 5° 41′ 36″ est | Monument aux morts de Hotonnes |
| Monument aux morts de Romanèche                                                  | À déterminer                                                 | Hautecourt-Romanèche         | Romanèche                                                       |                    | À déterminer    | 46° 11′ 12″ nord, 5° 26′ 27″ est | Monument aux morts de Romanèche |
| Monument aux morts de Hautecourt                                                 | À déterminer                                                 | Hautecourt-Romanèche         | Hautecourt                                                      |                    | À déterminer    | 46° 09′ 35″ nord, 5° 25′ 02″ est | Monument aux morts de Hautecourt |
| Monument aux morts d'Illiat                                                      | À déterminer                                                 | Illiat                       | Dans le cimetière                                               |                    | À déterminer    | 46° 11′ 15″ nord, 4° 53′ 20″ est | Monument aux morts d'Illiat |
| Monument aux morts du Barrage de Génissiat                                       | À déterminer                                                 | Injoux-Génissiat             | Dans le cimetière de Génissiat                                  |                    | À déterminer    | 46° 03′ 08″ nord, 5° 48′ 05″ est | Image manquante |
| Monument aux morts de la Seconde Guerre mondiale d'Injoux-Génissiat              | À déterminer                                                 | Injoux-Génissiat             | À déterminer                                                    |                    | À déterminer    | 46° 03′ 50″ nord, 5° 46′ 59″ est | Monument aux morts de la Seconde Guerre mondiale d'Injoux-Génissiat                                                                                               |
| Monument aux morts d'Injoux                                                      | À déterminer                                                 | Injoux-Génissiat             | À déterminer                                                    |                    | À déterminer    | 46° 03′ 31″ nord, 5° 46′ 12″ est | Monument aux morts d'Injoux |
| Monument aux morts de Génissiat                                                  | À déterminer                                                 | Injoux-Génissiat             | À déterminer                                                    |                    | À déterminer    | 46° 03′ 09″ nord, 5° 48′ 04″ est | Image manquante |
| Monument aux morts de Craz                                                       | À déterminer                                                 | Injoux-Génissiat             | Dans le cimetière de Craz                                       |                    | À déterminer    | 46° 02′ 34″ nord, 5° 45′ 22″ est | Monument aux morts de Craz |
| Monument aux morts d'Innimond                                                    | À déterminer                                                 | Innimond                     | À déterminer                                                    |                    | À déterminer    | 45° 46′ 53″ nord, 5° 34′ 21″ est | Monument aux morts d'Innimond |
| Monument aux morts d'Izenave                                                     | À déterminer                                                 | Izenave                      | À déterminer                                                    |                    | À déterminer    | 46° 02′ 20″ nord, 5° 31′ 40″ est | Monument aux morts d'Izenave |
| Monument aux morts d'Izernore                                                    | À déterminer                                                 | Izernore                     | À déterminer                                                    |                    | À déterminer    | 46° 13′ 11″ nord, 5° 33′ 16″ est | Monument aux morts d'Izernore |
| Monument aux morts d'Izieu                                                       | À déterminer                                                 | Izieu                        | À déterminer                                                    |                    | À déterminer    | 45° 39′ 06″ nord, 5° 38′ 24″ est | Monument aux morts d'Izieu |
| Monument aux morts de Jassans-Riottier                                           | À déterminer                                                 | Jassans-Riottier             | À déterminer                                                    |                    | À déterminer    | 45° 59′ 06″ nord, 4° 45′ 25″ est | Monument aux morts de Jassans-Riottier |
| Monument de la Résistance de Jasseron                                            | À déterminer                                                 | Jasseron                     | À déterminer                                                    |                    | À déterminer    | 46° 12′ 43″ nord, 5° 18′ 34″ est | Monument de la Résistance de Jasseron |
| Monument aux morts de Jasseron                                                   | À déterminer                                                 | Jasseron                     | À déterminer                                                    |                    | À déterminer    | 46° 12′ 40″ nord, 5° 19′ 28″ est | Monument aux morts de Jasseron |
| Monument aux morts de Jayat                                                      | À déterminer                                                 | Jayat                        | Dans le cimetière                                               |                    | À déterminer    | 46° 22′ 06″ nord, 5° 06′ 53″ est | Monument aux morts de Jayat |
| Monument aux morts de Jayat                                                      | À déterminer                                                 | Jayat                        | Dans le cimetière                                               |                    | À déterminer    | 46° 22′ 09″ nord, 5° 07′ 10″ est | Monument aux morts de Jayat |
| Monument aux morts de Journans                                                   | À déterminer                                                 | Journans                     | Dans le cimetière                                               |                    | À déterminer    | 46° 08′ 56″ nord, 5° 20′ 08″ est | Monument aux morts de Journans |
| Monument aux morts de Journans                                                   | À déterminer                                                 | Journans                     | À déterminer                                                    |                    | À déterminer    | 46° 08′ 42″ nord, 5° 20′ 01″ est | Monument aux morts de Journans |
| Monument aux morts de Joyeux                                                     | À déterminer                                                 | Joyeux                       | À déterminer                                                    |                    | À déterminer    | 45° 57′ 43″ nord, 5° 05′ 59″ est | Monument aux morts de Joyeux |
| Monument aux morts de Jujurieux                                                  | À déterminer                                                 | Jujurieux                    | À déterminer                                                    |                    | À déterminer    | 46° 02′ 19″ nord, 5° 24′ 38″ est | Monument aux morts de Jujurieux |
| Monument aux morts de L'Abergement-Clémenciat                                    | À déterminer                                                 | L'Abergement-Clémenciat      | À déterminer                                                    |                    | À déterminer    | 46° 09′ 03″ nord, 4° 55′ 14″ est | Monument aux morts de L'Abergement-Clémenciat |
| Monument aux morts de L'Abergement-de-Varey                                      | À déterminer                                                 | L'Abergement-de-Varey        | À déterminer                                                    |                    | À déterminer    | 46° 00′ 26″ nord, 5° 25′ 24″ est | Monument aux morts de L'Abergement-de-Varey |
| Monument aux morts de La Boisse                                                  | À déterminer                                                 | La Boisse                    | À déterminer                                                    |                    | À déterminer    | 45° 50′ 29″ nord, 5° 02′ 06″ est | Monument aux morts de La Boisse |
| Monument aux morts de La Burbanche                                               | À déterminer                                                 | La Burbanche                 | À déterminer                                                    |                    | À déterminer    | 45° 50′ 44″ nord, 5° 33′ 39″ est | Monument aux morts de La Burbanche |
| Monument aux martyrs et héros de la Résistance de La Chapelle-du-Châtelard       | À déterminer                                                 | La Chapelle-du-Châtelard     | À déterminer                                                    |                    | À déterminer    | 46° 04′ 10″ nord, 5° 01′ 26″ est | Monument aux martyrs et héros de la Résistance de La Chapelle-du-Châtelard                                                                                        |
| Monument aux morts de La Chapelle-du-Châtelard                                   | À déterminer                                                 | La Chapelle-du-Châtelard     | À déterminer                                                    |                    | À déterminer    | 46° 04′ 10″ nord, 5° 01′ 26″ est | Monument aux morts de La Chapelle-du-Châtelard |
| Monument aux morts de La Tranclière                                              | À déterminer                                                 | La Tranclière                | À déterminer                                                    |                    | À déterminer    | 46° 06′ 40″ nord, 5° 15′ 42″ est | Monument aux morts de La Tranclière |
| Monument aux morts de Labalme                                                    | À déterminer                                                 | Labalme                      | À déterminer                                                    |                    | À déterminer    | 46° 05′ 35″ nord, 5° 28′ 57″ est | Monument aux morts de Labalme |
| Monument aux morts de Proulieu                                                   | À déterminer                                                 | Lagnieu                      | À déterminer                                                    |                    | À déterminer    | 45° 51′ 54″ nord, 5° 19′ 09″ est | Monument aux morts de Proulieu |
| Monument aux morts de Lagnieu                                                    | À déterminer                                                 | Lagnieu                      | À déterminer                                                    |                    | À déterminer    | 45° 54′ 14″ nord, 5° 20′ 58″ est | Monument aux morts de Lagnieu |
| Monument aux morts du 1er septembre 1944 à Laiz                                  | À déterminer                                                 | Laiz                         | À déterminer                                                    |                    | À déterminer    | 46° 14′ 49″ nord, 4° 52′ 12″ est | Monument aux morts du 1er septembre 1944 à Laiz |
| Monument aux morts de Laiz                                                       | À déterminer                                                 | Laiz                         | À déterminer                                                    |                    | À déterminer    | 46° 14′ 45″ nord, 4° 53′ 31″ est | Monument aux morts de Laiz |
| Monument aux morts de Lapeyrouse                                                 | À déterminer                                                 | Lapeyrouse                   | À déterminer                                                    |                    | À déterminer    | 45° 58′ 58″ nord, 4° 58′ 36″ est | Monument aux morts de Lapeyrouse |
| Poilu baïonnette au canon                                                        | Copie d'après Étienne Camus                                  | Lavours                      | À déterminer                                                    |                    | À déterminer    | 45° 48′ 34″ nord, 5° 46′ 24″ est | Poilu baïonnette au canon |
| Monument aux morts du Montellier                                                 | À déterminer                                                 | Le Montellier                | À déterminer                                                    |                    | À déterminer    | 45° 55′ 49″ nord, 5° 04′ 22″ est | Monument aux morts du Montellier |
| Monument aux morts du Plantay                                                    | À déterminer                                                 | Le Plantay                   | À déterminer                                                    |                    | À déterminer    | 46° 01′ 16″ nord, 5° 05′ 22″ est | Monument aux morts du Plantay |
| Monument aux morts du Poizat                                                     | À déterminer                                                 | Le Poizat-Lalleyriat         | À déterminer                                                    |                    | À déterminer    | 46° 08′ 41″ nord, 5° 41′ 44″ est | Monument aux morts du Poizat |
| Monument aux morts de Lalleyriat                                                 | À déterminer                                                 | Le Poizat-Lalleyriat         | À déterminer                                                    |                    | À déterminer    | 46° 09′ 15″ nord, 5° 42′ 49″ est | Monument aux morts de Lalleyriat |
| Monument du Maquis de Léaz                                                       | À déterminer                                                 | Léaz                         | À déterminer                                                    |                    | À déterminer    | 46° 05′ 59″ nord, 5° 52′ 51″ est | Monument du Maquis de Léaz |
| Monument aux morts de Léaz                                                       | À déterminer                                                 | Léaz                         | À déterminer                                                    |                    | À déterminer    | 46° 05′ 54″ nord, 5° 53′ 04″ est | Monument aux morts de Léaz |
| Monument aux morts de Lélex                                                      | À déterminer                                                 | Lélex                        | À déterminer                                                    |                    | À déterminer    | 46° 18′ 11″ nord, 5° 56′ 27″ est | Monument aux morts de Lélex |
| Monument aux morts de Lent                                                       | À déterminer                                                 | Lent                         | À déterminer                                                    |                    | À déterminer    | 46° 07′ 13″ nord, 5° 11′ 43″ est | Monument aux morts de Lent |
| Monument aux morts des Neyrolles                                                 | À déterminer                                                 | Les Neyrolles                | Dans le cimetière                                               |                    | À déterminer    | 46° 08′ 24″ nord, 5° 38′ 11″ est | Monument aux morts des Neyrolles |
| monument aux morts de Lescheroux                                                 | À déterminer                                                 | Lescheroux                   | À déterminer                                                    |                    | À déterminer    | 46° 24′ 26″ nord, 5° 08′ 39″ est | monument aux morts de Lescheroux |
| monument aux morts de Leyment                                                    | À déterminer                                                 | Leyment                      | À déterminer                                                    |                    | À déterminer    | 45° 55′ 23″ nord, 5° 17′ 45″ est | monument aux morts de Leyment |
| monument aux morts de Leyssard                                                   | À déterminer                                                 | Leyssard                     | À déterminer                                                    |                    | À déterminer    | 46° 09′ 24″ nord, 5° 28′ 32″ est | monument aux morts de Leyssard |
| monument aux morts de Lhuis                                                      | À déterminer                                                 | Lhuis                        | À déterminer                                                    |                    | À déterminer    | 45° 44′ 45″ nord, 5° 32′ 07″ est | monument aux morts de Lhuis |
| monument aux morts de Lompnas                                                    | À déterminer                                                 | Lompnas                      | À déterminer                                                    |                    | À déterminer    | 45° 48′ 08″ nord, 5° 31′ 13″ est | monument aux morts de Lompnas |
| monument aux morts de Loyettes                                                   | À déterminer                                                 | Loyettes                     | À déterminer                                                    |                    | À déterminer    | 45° 46′ 24″ nord, 5° 12′ 16″ est | monument aux morts de Loyettes |
| monument aux morts de Lurcy                                                      | À déterminer                                                 | Lurcy                        | À déterminer                                                    |                    | À déterminer    | 46° 03′ 46″ nord, 4° 46′ 56″ est | monument aux morts de Lurcy |
| monument aux morts                                                               | À déterminer                                                 | Magnieu                      | À déterminer                                                    |                    | À déterminer    | 45° 46′ 30″ nord, 5° 44′ 01″ est | monument aux morts |
| monument aux morts de Magnieu                                                    | À déterminer                                                 | Magnieu                      | À déterminer                                                    |                    | À déterminer    | 45° 46′ 37″ nord, 5° 43′ 09″ est | monument aux morts de Magnieu |
| monument aux morts de Maillat                                                    | À déterminer                                                 | Maillat                      | À déterminer                                                    |                    | À déterminer    | 46° 07′ 49″ nord, 5° 32′ 20″ est | monument aux morts de Maillat |
| monument aux morts de Malafretaz                                                 | À déterminer                                                 | Malafretaz                   | À déterminer                                                    |                    | À déterminer    | 46° 19′ 24″ nord, 5° 08′ 47″ est | monument aux morts de Malafretaz |
| monument aux morts de Mantenay-Montlin                                           | À déterminer                                                 | Mantenay-Montlin             | À déterminer                                                    |                    | À déterminer    | 46° 25′ 28″ nord, 5° 05′ 56″ est | monument aux morts de Mantenay-Montlin |
| monument aux morts de Manziat                                                    | À déterminer                                                 | Manziat                      | Dans le cimetière                                               |                    | À déterminer    | 46° 21′ 30″ nord, 4° 54′ 11″ est | monument aux morts de Manziat |
| stèle du Terrain clandestin Aigle                                                | À déterminer                                                 | Manziat                      | À déterminer                                                    |                    | À déterminer    | 46° 22′ 16″ nord, 4° 52′ 59″ est | stèle du Terrain clandestin Aigle |
| monument aux morts de Manziat                                                    | À déterminer                                                 | Manziat                      | À déterminer                                                    |                    | À déterminer    | 46° 21′ 32″ nord, 4° 54′ 18″ est | monument aux morts de Manziat |
| monument aux morts de Marboz                                                     | À déterminer                                                 | Marboz                       | Dans le cimetière                                               |                    | À déterminer    | 46° 20′ 37″ nord, 5° 15′ 41″ est | monument aux morts de Marboz |
| monument aux morts de Marboz                                                     | À déterminer                                                 | Marboz                       | À déterminer                                                    |                    | À déterminer    | 46° 20′ 34″ nord, 5° 15′ 32″ est | monument aux morts de Marboz |
| monument aux morts de Marchamp                                                   | À déterminer                                                 | Marchamp                     | Dans le cimetière                                               |                    | À déterminer    | 45° 47′ 04″ nord, 5° 32′ 36″ est | monument aux morts de Marchamp |
| monument aux morts de Marignieu                                                  | À déterminer                                                 | Marignieu                    | À déterminer                                                    |                    | À déterminer    | 45° 47′ 48″ nord, 5° 43′ 10″ est | monument aux morts de Marignieu |
| monument à la mémoire des fusillés par les Boches                                | À déterminer                                                 | Marlieux                     | À déterminer                                                    |                    | À déterminer    | 46° 04′ 31″ nord, 5° 05′ 42″ est | Image manquante |
| monument aux morts de Marlieux                                                   | À déterminer                                                 | Marlieux                     | À déterminer                                                    |                    | À déterminer    | 46° 03′ 52″ nord, 5° 04′ 25″ est | monument aux morts de Marlieux |
| monument des victimes de la Résistance du secteur C7                             | À déterminer                                                 | Marsonnas                    | À déterminer                                                    |                    | À déterminer    | 46° 19′ 53″ nord, 5° 05′ 01″ est | monument des victimes de la Résistance du secteur C7 |
| monument aux morts de Marsonnas                                                  | Claude Sallet                                                | Marsonnas                    | À déterminer                                                    |                    | À déterminer    | 46° 20′ 29″ nord, 5° 04′ 15″ est | monument aux morts de Marsonnas |
| monument aux morts de Martignat                                                  | À déterminer                                                 | Martignat                    | À déterminer                                                    |                    | À déterminer    | 46° 12′ 34″ nord, 5° 36′ 36″ est | monument aux morts de Martignat |
| monument aux morts de Massieux                                                   | À déterminer                                                 | Massieux                     | À déterminer                                                    |                    | À déterminer    | 45° 54′ 34″ nord, 4° 49′ 58″ est | monument aux morts de Massieux |
| monument aux morts de Massignieu-de-Rives                                        | À déterminer                                                 | Massignieu-de-Rives          | À déterminer                                                    |                    | À déterminer    | 45° 45′ 17″ nord, 5° 46′ 00″ est | monument aux morts de Massignieu-de-Rives |
| monument aux morts de Matafelon                                                  | À déterminer                                                 | Matafelon-Granges            | À déterminer                                                    |                    | À déterminer    | 46° 15′ 39″ nord, 5° 33′ 22″ est | monument aux morts de Matafelon |
| monument aux morts de Granges                                                    | À déterminer                                                 | Matafelon-Granges            | À déterminer                                                    |                    | À déterminer    | 46° 14′ 20″ nord, 5° 29′ 53″ est | monument aux morts de Granges |
| monument aux morts de Meillonnas                                                 | À déterminer                                                 | Meillonnas                   | À déterminer                                                    |                    | À déterminer    | 46° 14′ 40″ nord, 5° 20′ 59″ est | monument aux morts de Meillonnas |
| monument aux morts de Mérignat                                                   | À déterminer                                                 | Mérignat                     | Dans le cimetière                                               |                    | À déterminer    | 46° 04′ 02″ nord, 5° 26′ 20″ est | monument aux morts de Mérignat |
| monument aux morts de Mérignat                                                   | À déterminer                                                 | Mérignat                     | À déterminer                                                    |                    | À déterminer    | 46° 04′ 08″ nord, 5° 26′ 12″ est | monument aux morts de Mérignat |
| monument aux morts de Messimy-sur-Saône                                          | À déterminer                                                 | Messimy-sur-Saône            | Dans le cimetière                                               |                    | À déterminer    | 46° 02′ 56″ nord, 4° 45′ 55″ est | monument aux morts de Messimy-sur-Saône |
| monument aux morts de 1870-1871 de Meximieux                                     | À déterminer                                                 | Meximieux                    | Dans le cimetière                                               |                    | À déterminer    | 45° 54′ 17″ nord, 5° 11′ 14″ est | monument aux morts de 1870-1871 de Meximieux |
| monument aux morts de Meximieux                                                  | À déterminer                                                 | Meximieux                    | À déterminer                                                    |                    | À déterminer    | 45° 54′ 18″ nord, 5° 11′ 31″ est | monument aux morts de Meximieux |
| monument aux morts de Mézériat                                                   | À déterminer                                                 | Mézériat                     | À déterminer                                                    |                    | À déterminer    | 46° 14′ 05″ nord, 5° 02′ 50″ est | monument aux morts de Mézériat |
| monument aux morts de Mijoux                                                     | À déterminer                                                 | Mijoux                       | À déterminer                                                    |                    | À déterminer    | 46° 21′ 59″ nord, 5° 59′ 51″ est | monument aux morts de Mijoux |
| monument aux morts de Mionnay                                                    | À déterminer                                                 | Mionnay                      | À déterminer                                                    |                    | À déterminer    | 45° 53′ 42″ nord, 4° 55′ 54″ est | monument aux morts de Mionnay |
| monument aux morts de Miribel                                                    | À déterminer                                                 | Miribel                      | À déterminer                                                    |                    | À déterminer    | 45° 49′ 35″ nord, 4° 57′ 25″ est | monument aux morts de Miribel |
| monument FFI de Miribel                                                          | À déterminer                                                 | Miribel                      | Dans le cimetière Saint-Martin                                  |                    | À déterminer    | 45° 49′ 42″ nord, 4° 57′ 51″ est | monument FFI de Miribel |
| monument aux morts de la Première Guerre mondiale de Miribel                     | À déterminer                                                 | Miribel                      | Dans le cimetière Saint-Martin                                  |                    | À déterminer    | 45° 49′ 42″ nord, 4° 57′ 52″ est | monument aux morts de la Première Guerre mondiale de Miribel |
| monument aux morts de Mas Rillier                                                | À déterminer                                                 | Miribel                      | Dans le cimetière                                               |                    | À déterminer    | 45° 49′ 53″ nord, 4° 57′ 10″ est | monument aux morts de Mas Rillier |
| monument aux morts de Misérieux                                                  | À déterminer                                                 | Misérieux                    | À déterminer                                                    |                    | À déterminer    | 45° 58′ 27″ nord, 4° 48′ 39″ est | monument aux morts de Misérieux |
| monument aux morts de Mogneneins                                                 | À déterminer                                                 | Mogneneins                   | À déterminer                                                    |                    | À déterminer    | 46° 08′ 25″ nord, 4° 48′ 40″ est | monument aux morts de Mogneneins |
| monument aux morts de Montagnat                                                  | À déterminer                                                 | Montagnat                    | À déterminer                                                    |                    | À déterminer    | 46° 10′ 08″ nord, 5° 16′ 55″ est | monument aux morts de Montagnat |
| monument aux morts du cimetière de Montagnieu                                    | À déterminer                                                 | Montagnieu                   | Dans le cimetière                                               |                    | À déterminer    | 45° 47′ 26″ nord, 5° 28′ 16″ est | monument aux morts du cimetière de Montagnieu |
| monument aux morts de Montagnieu                                                 | À déterminer                                                 | Montagnieu                   | À déterminer                                                    |                    | À déterminer    | 45° 47′ 35″ nord, 5° 28′ 07″ est | monument aux morts de Montagnieu |
| monument aux morts de Montanges                                                  | À déterminer                                                 | Montanges                    | À déterminer                                                    |                    | À déterminer    | 46° 09′ 54″ nord, 5° 48′ 04″ est | monument aux morts de Montanges |
| monument aux morts de Montceaux                                                  | À déterminer                                                 | Montceaux                    | À déterminer                                                    |                    | À déterminer    | 46° 05′ 37″ nord, 4° 47′ 55″ est | monument aux morts de Montceaux |
| monument aux morts de Montcet                                                    | À déterminer                                                 | Montcet                      | À déterminer                                                    |                    | À déterminer    | 46° 12′ 46″ nord, 5° 06′ 41″ est | monument aux morts de Montcet |
| monument aux morts de Monthieux                                                  | À déterminer                                                 | Monthieux                    | À déterminer                                                    |                    | À déterminer    | 45° 57′ 23″ nord, 4° 56′ 24″ est | monument aux morts de Monthieux |
| monument aux morts de Montluel                                                   | À déterminer                                                 | Montluel                     | À déterminer                                                    |                    | À déterminer    | 45° 51′ 11″ nord, 5° 03′ 25″ est | monument aux morts de Montluel |
| monument aux morts de Cordieux                                                   | À déterminer                                                 | Montluel                     | À déterminer                                                    |                    | À déterminer    | 45° 54′ 45″ nord, 5° 02′ 21″ est | monument aux morts de Cordieux |
| monument aux morts de Montmerle-sur-Saône                                        | À déterminer                                                 | Montmerle-sur-Saône          | À déterminer                                                    |                    | À déterminer    | 46° 04′ 45″ nord, 4° 45′ 34″ est | monument aux morts de Montmerle-sur-Saône |
| monument aux morts de Montracol                                                  | À déterminer                                                 | Montracol                    | À déterminer                                                    |                    | À déterminer    | 46° 11′ 54″ nord, 5° 07′ 22″ est | monument aux morts de Montracol |
| monument aux morts de Montréal-la-Cluse                                          | À déterminer                                                 | Montréal-la-Cluse            | À déterminer                                                    |                    | À déterminer    | 46° 11′ 02″ nord, 5° 34′ 35″ est | monument aux morts de Montréal-la-Cluse |
| monument aux morts de Cuet                                                       | À déterminer                                                 | Montrevel-en-Bresse          | Dans le cimetière de Cuet                                       |                    | À déterminer    | 46° 19′ 23″ nord, 5° 07′ 02″ est | monument aux morts de Cuet |
| monument aux morts de Montrevel-en-Bresse                                        | À déterminer                                                 | Montrevel-en-Bresse          | À déterminer                                                    |                    | À déterminer    | 46° 20′ 11″ nord, 5° 07′ 38″ est | monument aux morts de Montrevel-en-Bresse |
| monument du cinquantenaire de la libération de Montrevel-en-Bresse               | À déterminer                                                 | Montrevel-en-Bresse          | À déterminer                                                    |                    | À déterminer    | 46° 20′ 13″ nord, 5° 07′ 58″ est | monument du cinquantenaire de la libération de Montrevel-en-Bresse                                                                                                |
| monument aux morts de Murs-et-Gélignieux                                         | À déterminer                                                 | Murs-et-Gélignieux           | À déterminer                                                    |                    | À déterminer    | 45° 38′ 28″ nord, 5° 39′ 48″ est | monument aux morts de Murs-et-Gélignieux |
| monument aux morts de Nantua                                                     | À déterminer                                                 | Nantua                       | À déterminer                                                    |                    | À déterminer    | 46° 09′ 23″ nord, 5° 36′ 17″ est | monument aux morts de Nantua |
| Mémorial aux Déportés de l'Ain                                                   | Louis Leygue                                                 | Nantua                       | À déterminer                                                    |                    | 6 novembre 1949 | 46° 09′ 18″ nord, 5° 35′ 53″ est | Mémorial aux déportés de l'Ain |
| monument aux morts de Neuville-les-Dames                                         | À déterminer                                                 | Neuville-les-Dames           | À déterminer                                                    |                    | À déterminer    | 46° 09′ 38″ nord, 5° 00′ 15″ est | monument aux morts de Neuville-les-Dames |
| monument des combats du 11 juillet 1944                                          | À déterminer                                                 | Neuville-sur-Ain             | À déterminer                                                    |                    | À déterminer    | 46° 04′ 47″ nord, 5° 23′ 00″ est | Image manquante |
| monument de la Résistance de Thol                                                | À déterminer                                                 | Neuville-sur-Ain             | À déterminer                                                    |                    | À déterminer    | 46° 03′ 51″ nord, 5° 22′ 17″ est | Image manquante |
| monument aux morts de Neuville-sur-Ain                                           | À déterminer                                                 | Neuville-sur-Ain             | À déterminer                                                    |                    | À déterminer    | 46° 04′ 45″ nord, 5° 22′ 20″ est | monument aux morts de Neuville-sur-Ain |
| monument de la Résistance de Bosseron                                            | À déterminer                                                 | Neuville-sur-Ain             | À déterminer                                                    |                    | À déterminer    | 46° 04′ 50″ nord, 5° 23′ 04″ est | monument de la Résistance de Bosseron |
| monument aux morts du cimetière de Neyron                                        | À déterminer                                                 | Neyron                       | Dans le cimetière                                               |                    | À déterminer    | 45° 49′ 15″ nord, 4° 55′ 52″ est | monument aux morts du cimetière de Neyron |
| monument aux morts de Neyron                                                     | À déterminer                                                 | Neyron                       | À déterminer                                                    |                    | À déterminer    | 45° 48′ 54″ nord, 4° 55′ 56″ est | monument aux morts de Neyron |
| monument aux morts de Niévroz                                                    | À déterminer                                                 | Niévroz                      | À déterminer                                                    |                    | À déterminer    | 45° 49′ 34″ nord, 5° 03′ 45″ est | monument aux morts de Niévroz |
| monument de la Résistance de Chavannes-sur-Suran                                 | À déterminer                                                 | Nivigne et Suran             | Chavannes-sur-Suran                                             |                    | À déterminer    | 46° 15′ 52″ nord, 5° 25′ 34″ est | monument de la Résistance de Chavannes-sur-Suran |
| monument aux morts de Germagnat                                                  | À déterminer                                                 | Nivigne et Suran             | Germagnat                                                       |                    | À déterminer    | 46° 18′ 35″ nord, 5° 27′ 00″ est | monument aux morts de Germagnat |
| monument aux morts de Chavannes-sur-Suran                                        | À déterminer                                                 | Nivigne et Suran             | Chavannes-sur-Suran                                             |                    | À déterminer    | 46° 15′ 52″ nord, 5° 25′ 34″ est | monument aux morts de Chavannes-sur-Suran |
| monument aux morts de Nivollet-Montgriffon                                       | À déterminer                                                 | Nivollet-Montgriffon         | À déterminer                                                    |                    | À déterminer    | 45° 59′ 32″ nord, 5° 26′ 41″ est | monument aux morts de Nivollet-Montgriffon |
| monument aux morts de Volognat                                                   | À déterminer                                                 | Nurieux-Volognat             | Dans le cimetière de Volognat                                   |                    | À déterminer    | 46° 10′ 42″ nord, 5° 31′ 03″ est | monument aux morts de Volognat |
| monument aux morts de Mornay                                                     | À déterminer                                                 | Nurieux-Volognat             | Mornay                                                          |                    | À déterminer    | 46° 11′ 36″ nord, 5° 31′ 04″ est | monument aux morts de Mornay |
| monument aux morts d'Oncieu                                                      | À déterminer                                                 | Oncieu                       | À déterminer                                                    |                    | À déterminer    | 45° 57′ 34″ nord, 5° 28′ 22″ est | monument aux morts d'Oncieu |
| monument aux morts d'Ordonnaz                                                    | À déterminer                                                 | Ordonnaz                     | À déterminer                                                    |                    | À déterminer    | 45° 50′ 13″ nord, 5° 32′ 18″ est | monument aux morts d'Ordonnaz |
| monument aux morts d'Ornex                                                       | À déterminer                                                 | Ornex                        | À déterminer                                                    |                    | À déterminer    | 46° 16′ 18″ nord, 6° 05′ 53″ est | monument aux morts d'Ornex |
| monument aux morts d'Outriaz                                                     | À déterminer                                                 | Outriaz                      | À déterminer                                                    |                    | À déterminer    | 46° 04′ 02″ nord, 5° 32′ 49″ est | monument aux morts d'Outriaz |
| Le François                                                                      | À déterminer                                                 | Oyonnax                      | Dans le cimetière nouveau                                       |                    | À déterminer    | 46° 15′ 46″ nord, 5° 39′ 55″ est | Le François |
| monument aux morts de Veyziat                                                    | À déterminer                                                 | Oyonnax                      | À déterminer                                                    |                    | À déterminer    | 46° 16′ 19″ nord, 5° 37′ 37″ est | monument aux morts de Veyziat |
| monument aux morts d'Oyonnax                                                     | À déterminer                                                 | Oyonnax                      | À déterminer                                                    |                    | À déterminer    | 46° 15′ 34″ nord, 5° 39′ 28″ est | monument aux morts d'Oyonnax |
| monument aux morts d'Ozan                                                        | À déterminer                                                 | Ozan                         | À déterminer                                                    |                    | À déterminer    | 46° 23′ 32″ nord, 4° 54′ 54″ est | monument aux morts d'Ozan |
| monument aux morts de Parcieux                                                   | À déterminer                                                 | Parcieux                     | À déterminer                                                    |                    | À déterminer    | 45° 54′ 55″ nord, 4° 49′ 27″ est | monument aux morts de Parcieux |
| monument aux morts de Parves                                                     | À déterminer                                                 | Parves et Nattages           | À déterminer                                                    |                    | À déterminer    | 45° 44′ 36″ nord, 5° 44′ 28″ est | monument aux morts de Parves |
| monument aux morts de Nattages                                                   | À déterminer                                                 | Parves et Nattages           | À déterminer                                                    |                    | À déterminer    | 45° 43′ 41″ nord, 5° 45′ 25″ est | monument aux morts de Nattages |
| monument aux morts de Péron                                                      | À déterminer                                                 | Péron                        | À déterminer                                                    |                    | À déterminer    | 46° 11′ 22″ nord, 5° 55′ 33″ est | monument aux morts de Péron |
| monument aux morts de Péronnas                                                   | À déterminer                                                 | Péronnas                     | Dans le cimetière                                               |                    | À déterminer    | 46° 10′ 57″ nord, 5° 11′ 50″ est | monument aux morts de Péronnas |
| monument aux morts de Péronnas                                                   | À déterminer                                                 | Péronnas                     | À déterminer                                                    |                    | À déterminer    | 46° 10′ 43″ nord, 5° 12′ 12″ est | monument aux morts de Péronnas |
| monument aux morts de Pérouges                                                   | À déterminer                                                 | Pérouges                     | À déterminer                                                    |                    | À déterminer    | 45° 54′ 13″ nord, 5° 10′ 43″ est | monument aux morts de Pérouges |
| monument aux morts de Perrex                                                     | À déterminer                                                 | Perrex                       | À déterminer                                                    |                    | À déterminer    | 46° 14′ 37″ nord, 4° 58′ 48″ est | monument aux morts de Perrex |
| monument aux morts de Peyriat                                                    | À déterminer                                                 | Peyriat                      | À déterminer                                                    |                    | À déterminer    | 46° 09′ 17″ nord, 5° 30′ 47″ est | monument aux morts de Peyriat |
| monument aux morts de Peyrieu                                                    | À déterminer                                                 | Peyrieu                      | À déterminer                                                    |                    | À déterminer    | 45° 40′ 40″ nord, 5° 40′ 35″ est | monument aux morts de Peyrieu |
| monument aux morts de Peyzieux-sur-Saône                                         | À déterminer                                                 | Peyzieux-sur-Saône           | À déterminer                                                    |                    | À déterminer    | 46° 07′ 37″ nord, 4° 48′ 57″ est | monument aux morts de Peyzieux-sur-Saône |
| monument aux morts de Pirajoux                                                   | À déterminer                                                 | Pirajoux                     | À déterminer                                                    |                    | À déterminer    | 46° 22′ 12″ nord, 5° 17′ 53″ est | monument aux morts de Pirajoux |
| monument aux morts de Pizay                                                      | À déterminer                                                 | Pizay                        | À déterminer                                                    |                    | À déterminer    | 45° 53′ 17″ nord, 5° 05′ 23″ est | monument aux morts de Pizay |
| Poilu au repos                                                                   | Copie d'après Étienne Camus                                  | Plagne                       | À déterminer                                                    |                    | À déterminer    | 46° 11′ 29″ nord, 5° 43′ 41″ est | Poilu au repos |
| monument aux morts de Thézillieu                                                 | À déterminer                                                 | Plateau d'Hauteville         | Thézillieu                                                      |                    | À déterminer    | 45° 53′ 36″ nord, 5° 35′ 50″ est | monument aux morts de Thézillieu |
| monument aux morts de Longecombe                                                 | À déterminer                                                 | Plateau d'Hauteville         | Longecombe                                                      |                    | À déterminer    | 45° 56′ 57″ nord, 5° 33′ 03″ est | monument aux morts de Longecombe |
| monument aux morts de Lompnes                                                    | À déterminer                                                 | Plateau d'Hauteville         | Lompnes                                                         |                    | À déterminer    | 45° 58′ 56″ nord, 5° 36′ 16″ est | monument aux morts de Lompnes |
| monument aux morts de Lacoux                                                     | À déterminer                                                 | Plateau d'Hauteville         | Lacoux                                                          |                    | À déterminer    | 45° 58′ 10″ nord, 5° 32′ 34″ est | monument aux morts de Lacoux |
| monument aux morts de Hostiaz                                                    | À déterminer                                                 | Plateau d'Hauteville         | Hostiaz                                                         |                    | À déterminer    | 45° 54′ 05″ nord, 5° 32′ 05″ est | monument aux morts de Hostiaz |
| monument aux morts de la Seconde Guerre mondiale de Hauteville-Lompnes           | À déterminer                                                 | Plateau d'Hauteville         | À déterminer                                                    |                    | À déterminer    | 45° 58′ 47″ nord, 5° 36′ 18″ est | monument aux morts de la Seconde Guerre mondiale de Hauteville-Lompnes                                                                                            |
| monument aux morts de Hauteville                                                 | À déterminer                                                 | Plateau d'Hauteville         | Hauteville                                                      |                    | À déterminer    | 45° 58′ 35″ nord, 5° 36′ 09″ est | monument aux morts de Hauteville |
| Le Poilu victorieux                                                              | Copie d'après Eugène Bénet                                   | Plateau d'Hauteville         | Cormaranche-en-Bugey                                            |                    | À déterminer    | 45° 57′ 07″ nord, 5° 36′ 43″ est | Le Poilu victorieux |
| monument aux morts de Polliat                                                    | À déterminer                                                 | Polliat                      | À déterminer                                                    |                    | À déterminer    | 46° 14′ 55″ nord, 5° 07′ 34″ est | monument aux morts de Polliat |
| monument aux morts de Polliat                                                    | À déterminer                                                 | Polliat                      | Dans le cimetière                                               |                    | À déterminer    | 46° 14′ 50″ nord, 5° 07′ 37″ est | monument aux morts de Polliat |
| monument aux morts de Pollieu                                                    | À déterminer                                                 | Pollieu                      | Dans le cimetière                                               |                    | À déterminer    | 45° 47′ 54″ nord, 5° 44′ 41″ est | monument aux morts de Pollieu |
| monument aux morts de Pont-d'Ain                                                 | À déterminer                                                 | Pont-d'Ain                   | À déterminer                                                    |                    | À déterminer    | 46° 02′ 57″ nord, 5° 20′ 22″ est | monument aux morts de Pont-d'Ain |
| monument aux morts de Pont-de-Vaux                                               | À déterminer                                                 | Pont-de-Vaux                 | Dans le cimetière                                               |                    | À déterminer    | 46° 26′ 16″ nord, 4° 56′ 33″ est | monument aux morts de Pont-de-Vaux |
| monument aux morts de Pont-de-Vaux                                               | Alphonse Muscat                                              | Pont-de-Vaux                 | À déterminer                                                    |                    | 1925            | 46° 26′ 06″ nord, 4° 56′ 27″ est | monument aux morts de Pont-de-Vaux |
| monument aux morts de Pont-de-Veyle                                              | À déterminer                                                 | Pont-de-Veyle                | Dans l'église Notre-Dame                                        |                    | À déterminer    | 46° 15′ 49″ nord, 4° 53′ 21″ est | monument aux morts de Pont-de-Veyle |
| monument aux morts de Pont-de-Veyle                                              | À déterminer                                                 | Pont-de-Veyle                | À déterminer                                                    |                    | À déterminer    | 46° 15′ 49″ nord, 4° 53′ 19″ est | monument aux morts de Pont-de-Veyle |
| monument aux morts de Port                                                       | À déterminer                                                 | Port                         | À déterminer                                                    |                    | À déterminer    | 46° 09′ 47″ nord, 5° 34′ 22″ est | monument aux morts de Port |
| monument aux morts de Pougny                                                     | À déterminer                                                 | Pougny                       | À déterminer                                                    |                    | À déterminer    | 46° 08′ 23″ nord, 5° 57′ 09″ est | monument aux morts de Pougny |
| monument aux morts de Pouillat                                                   | À déterminer                                                 | Pouillat                     | À déterminer                                                    |                    | À déterminer    | 46° 19′ 39″ nord, 5° 25′ 43″ est | monument aux morts de Pouillat |
| monument aux morts de Prémeyzel                                                  | À déterminer                                                 | Prémeyzel                    | À déterminer                                                    |                    | À déterminer    | 45° 41′ 01″ nord, 5° 38′ 56″ est | monument aux morts de Prémeyzel |
| monument aux morts de Prémillieu                                                 | À déterminer                                                 | Prémillieu                   | Dans le cimetière                                               |                    | À déterminer    | 45° 52′ 20″ nord, 5° 34′ 10″ est | monument aux morts de Prémillieu |
| monument aux morts de Prévessin-Moëns                                            | À déterminer                                                 | Prévessin-Moëns              | Prévessin                                                       |                    | À déterminer    | 46° 15′ 14″ nord, 6° 04′ 50″ est | monument aux morts de Prévessin-Moëns |
| monument aux morts de Priay                                                      | À déterminer                                                 | Priay                        | Dans le cimetière                                               |                    | À déterminer    | 45° 59′ 57″ nord, 5° 17′ 00″ est | monument aux morts de Priay |
| monument aux morts de Priay                                                      | À déterminer                                                 | Priay                        | À déterminer                                                    |                    | À déterminer    | 46° 00′ 16″ nord, 5° 17′ 29″ est | monument aux morts de Priay |
| monument aux morts de Ramasse                                                    | À déterminer                                                 | Ramasse                      | À déterminer                                                    |                    | À déterminer    | 46° 11′ 33″ nord, 5° 21′ 24″ est | monument aux morts de Ramasse |
| monument aux morts de Rancé                                                      | À déterminer                                                 | Rancé                        | À déterminer                                                    |                    | À déterminer    | 45° 57′ 56″ nord, 4° 52′ 11″ est | monument aux morts de Rancé |
| monument aux morts de Relevant                                                   | À déterminer                                                 | Relevant                     | À déterminer                                                    |                    | À déterminer    | 46° 05′ 20″ nord, 4° 56′ 57″ est | monument aux morts de Relevant |
| monument aux morts de Replonges                                                  | À déterminer                                                 | Replonges                    | Sur la place de la Paix                                         |                    | À déterminer    | 46° 18′ 34″ nord, 4° 53′ 10″ est | monument aux morts de Replonges |
| stèle des fusillés de la Prairie                                                 | À déterminer                                                 | Replonges                    | Route de Saint-Laurent                                          |                    | À déterminer    | 46° 18′ 11″ nord, 4° 51′ 27″ est | stèle des fusillés de la Prairie |
| monument aux morts de Revonnas                                                   | À déterminer                                                 | Revonnas                     | À déterminer                                                    |                    | À déterminer    | 46° 09′ 44″ nord, 5° 19′ 55″ est | monument aux morts de Revonnas |
| monument aux morts de Reyrieux                                                   | À déterminer                                                 | Reyrieux                     | À déterminer                                                    |                    | À déterminer    | 45° 56′ 06″ nord, 4° 49′ 25″ est | monument aux morts de Reyrieux |
| monument aux morts de Reyssouze                                                  | À déterminer                                                 | Reyssouze                    | À déterminer                                                    |                    | À déterminer    | 46° 25′ 59″ nord, 4° 55′ 14″ est | monument aux morts de Reyssouze |
| Le Poilu victorieux                                                              | Copie d'après Eugène Bénet                                   | Rignieux-le-Franc            | À déterminer                                                    |                    | À déterminer    | 45° 56′ 27″ nord, 5° 11′ 22″ est | Le Poilu victorieux |
| monument aux morts de Romans                                                     | À déterminer                                                 | Romans                       | À déterminer                                                    |                    | À déterminer    | 46° 07′ 13″ nord, 5° 01′ 20″ est | monument aux morts de Romans |
| monument aux morts de Rossillon                                                  | À déterminer                                                 | Rossillon                    | À déterminer                                                    |                    | À déterminer    | 45° 50′ 00″ nord, 5° 35′ 32″ est | monument aux morts de Rossillon |
| monument aux morts de Ruffieu                                                    | À déterminer                                                 | Ruffieu                      | À déterminer                                                    |                    | À déterminer    | 45° 59′ 39″ nord, 5° 39′ 50″ est | monument aux morts de Ruffieu |
| monument aux morts                                                               | À déterminer                                                 | Saint-Alban                  | Chamagnat                                                       |                    | À déterminer    | 46° 05′ 40″ nord, 5° 27′ 12″ est | monument aux morts |
| monument aux morts                                                               | À déterminer                                                 | Saint-André-d'Huiriat        | Impasse de l'Église                                             |                    | À déterminer    | 46° 12′ 48″ nord, 4° 54′ 45″ est | monument aux morts |
| monument aux morts                                                               | À déterminer                                                 | Saint-André-de-Bâgé          | Sur la place du 19 Mars 1962                                    |                    | À déterminer    | 46° 17′ 40″ nord, 4° 55′ 06″ est | monument aux morts |
| monument aux morts                                                               | À déterminer                                                 | Saint-André-de-Corcy         | À déterminer                                                    |                    | À déterminer    | 45° 55′ 41″ nord, 4° 57′ 12″ est | monument aux morts |
| monument aux morts                                                               | À déterminer                                                 | Saint-André-le-Bouchoux      | À déterminer                                                    |                    | À déterminer    | 46° 07′ 01″ nord, 5° 04′ 43″ est | monument aux morts |
| monument aux morts                                                               | À déterminer                                                 | Saint-André-sur-Vieux-Jonc   | À déterminer                                                    |                    | À déterminer    | 46° 09′ 23″ nord, 5° 08′ 45″ est | monument aux morts |
| monument aux morts                                                               | À déterminer                                                 | Saint-Bénigne                | À déterminer                                                    |                    | À déterminer    | 46° 26′ 19″ nord, 4° 58′ 13″ est | monument aux morts |
| monument aux morts                                                               | À déterminer                                                 | Saint-Bernard                | Dans le cimetière                                               |                    | À déterminer    | 45° 56′ 51″ nord, 4° 44′ 07″ est | monument aux morts |
| monument de l'Espace de Paix de Saint-Cyr-sur-Menthon                            | À déterminer                                                 | Saint-Cyr-sur-Menthon        | Sur la place de la Mairie                                       |                    | 12 mars 2005    | 46° 16′ 31″ nord, 4° 58′ 29″ est | monument de l'Espace de Paix de Saint-Cyr-sur-Menthon |
| monument aux morts de La Tuilerie                                                | À déterminer                                                 | Saint-Cyr-sur-Menthon        | À l'intersection des routes de Vonnas et de de Mâcon            |                    | À déterminer    | 46° 16′ 39″ nord, 4° 57′ 21″ est | monument aux morts de La Tuilerie |
| monument aux morts                                                               | Claude Sallet                                                | Saint-Cyr-sur-Menthon        | Sur la place Saint-Cyr                                          |                    | 1920            | 46° 16′ 32″ nord, 4° 58′ 19″ est | monument aux morts |
| monument aux morts                                                               | À déterminer                                                 | Saint-Denis-en-Bugey         | À déterminer                                                    |                    | À déterminer    | 45° 57′ 09″ nord, 5° 19′ 44″ est | monument aux morts |
| monument aux morts                                                               | À déterminer                                                 | Saint-Denis-lès-Bourg        | À déterminer                                                    |                    | À déterminer    | 46° 12′ 07″ nord, 5° 11′ 24″ est | monument aux morts |
| Poilu au repos                                                                   | Copie d'après Étienne Camus                                  | Saint-Didier-d'Aussiat       | À côté de l'église Saint-Didier, route de Mézériat              |                    | 1921            | 46° 18′ 24″ nord, 5° 03′ 38″ est | Poilu au repos |
| monument aux morts                                                               | À déterminer                                                 | Saint-Didier-de-Formans      | À déterminer                                                    |                    | À déterminer    | 45° 57′ 19″ nord, 4° 46′ 49″ est | monument aux morts |
| monument des Roussilles                                                          | À déterminer                                                 | Saint-Didier-de-Formans      | À déterminer                                                    |                    | À déterminer    | 45° 57′ 27″ nord, 4° 45′ 50″ est | monument des Roussilles |
| monument aux morts                                                               | À déterminer                                                 | Saint-Didier-sur-Chalaronne  | À déterminer                                                    |                    | À déterminer    | 46° 10′ 38″ nord, 4° 49′ 03″ est | monument aux morts |
| monument aux morts                                                               | À déterminer                                                 | Saint-Éloi                   | À déterminer                                                    |                    | À déterminer    | 45° 55′ 58″ nord, 5° 09′ 11″ est | monument aux morts |
| monument aux morts                                                               | À déterminer                                                 | Saint-Étienne-du-Bois        | À déterminer                                                    |                    | À déterminer    | 46° 17′ 11″ nord, 5° 17′ 33″ est | monument aux morts |
| monument aux morts de Saint-Étienne-sur-Chalaronne                               | À déterminer                                                 | Saint-Étienne-sur-Chalaronne | Dans le cimetière                                               |                    | À déterminer    | 46° 08′ 50″ nord, 4° 51′ 42″ est | monument aux morts de Saint-Étienne-sur-Chalaronne |
| monument aux morts                                                               | À déterminer                                                 | Saint-Étienne-sur-Chalaronne | À déterminer                                                    |                    | À déterminer    | 46° 08′ 54″ nord, 4° 51′ 57″ est | monument aux morts |
| monument aux morts                                                               | À déterminer                                                 | Saint-Étienne-sur-Reyssouze  | À déterminer                                                    |                    | À déterminer    | 46° 24′ 54″ nord, 4° 59′ 55″ est | monument aux morts |
| monument aux morts                                                               | À déterminer                                                 | Saint-Genis-Pouilly          | À déterminer                                                    |                    | À déterminer    | 46° 15′ 20″ nord, 6° 02′ 14″ est | monument aux morts |
| monument aux morts                                                               | À déterminer                                                 | Saint-Genis-sur-Menthon      | Montée Jean-Marie Verne                                         |                    | À déterminer    | 46° 16′ 55″ nord, 5° 00′ 29″ est | monument aux morts |
| monument aux morts                                                               | À déterminer                                                 | Saint-Georges-sur-Renon      | À déterminer                                                    |                    | À déterminer    | 46° 06′ 20″ nord, 5° 01′ 52″ est | monument aux morts |
| monument aux morts                                                               | À déterminer                                                 | Saint-Germain-de-Joux        | À déterminer                                                    |                    | À déterminer    | 46° 10′ 39″ nord, 5° 44′ 24″ est | monument aux morts |
| monument aux morts                                                               | À déterminer                                                 | Saint-Germain-les-Paroisses  | À déterminer                                                    |                    | À déterminer    | 45° 46′ 25″ nord, 5° 37′ 06″ est | monument aux morts |
| monument aux morts                                                               | À déterminer                                                 | Saint-Germain-sur-Renon      | À déterminer                                                    |                    | À déterminer    | 46° 04′ 50″ nord, 5° 03′ 24″ est | monument aux morts |
| monument aux morts                                                               | À déterminer                                                 | Saint-Jean-de-Gonville       | Dans le cimetière                                               |                    | À déterminer    | 46° 12′ 42″ nord, 5° 57′ 14″ est | monument aux morts |
| monument aux morts de Saint-Jean-de-Niost                                        | À déterminer                                                 | Saint-Jean-de-Niost          | Dans le cimetière                                               |                    | À déterminer    | 45° 50′ 19″ nord, 5° 12′ 49″ est | monument aux morts de Saint-Jean-de-Niost |
| monument aux morts                                                               | À déterminer                                                 | Saint-Jean-de-Niost          | À déterminer                                                    |                    | À déterminer    | 45° 50′ 24″ nord, 5° 13′ 06″ est | monument aux morts |
| monument aux morts                                                               | À déterminer                                                 | Saint-Jean-de-Thurigneux     | À déterminer                                                    |                    | À déterminer    | 45° 57′ 07″ nord, 4° 52′ 59″ est | monument aux morts |
| monument aux morts                                                               | À déterminer                                                 | Saint-Jean-le-Vieux          | À déterminer                                                    |                    | À déterminer    | 46° 01′ 43″ nord, 5° 23′ 18″ est | monument aux morts |
| monument aux morts                                                               | À déterminer                                                 | Saint-Jean-sur-Reyssouze     | À déterminer                                                    |                    | À déterminer    | 46° 23′ 51″ nord, 5° 03′ 47″ est | monument aux morts |
| monument aux morts                                                               | À déterminer                                                 | Saint-Jean-sur-Veyle         | Sur la place du Souvenir                                        |                    | À déterminer    | 46° 15′ 26″ nord, 4° 54′ 53″ est | monument aux morts |
| Le Poilu mourant en défendant le Drapeau                                         | À déterminer                                                 | Saint-Julien-sur-Reyssouze   | À déterminer                                                    |                    | À déterminer    | 46° 24′ 07″ nord, 5° 06′ 34″ est | Le Poilu mourant en défendant le Drapeau |
| monument aux morts                                                               | À déterminer                                                 | Saint-Julien-sur-Veyle       | Rue du Village                                                  |                    | À déterminer    | 46° 12′ 10″ nord, 4° 57′ 12″ est | monument aux morts |
| monument aux morts                                                               | À déterminer                                                 | Saint-Just                   | À déterminer                                                    |                    | À déterminer    | 46° 11′ 31″ nord, 5° 16′ 47″ est | monument aux morts |
| monument aux morts                                                               | À déterminer                                                 | Saint-Laurent-sur-Saône      | Sur la place de la République                                   |                    | À déterminer    | 46° 18′ 17″ nord, 4° 50′ 21″ est | monument aux morts |
| monument aux morts                                                               | À déterminer                                                 | Saint-Marcel                 | À déterminer                                                    |                    | À déterminer    | 45° 56′ 55″ nord, 4° 59′ 09″ est | monument aux morts |
| monument aux morts                                                               | À déterminer                                                 | Saint-Martin-de-Bavel        | À déterminer                                                    |                    | À déterminer    | 45° 51′ 00″ nord, 5° 40′ 49″ est | monument aux morts |
| Le Poilu victorieux                                                              | Copie d'après Eugène Bénet                                   | Saint-Martin-du-Frêne        | À déterminer                                                    |                    | À déterminer    | 46° 08′ 25″ nord, 5° 33′ 10″ est | Le Poilu victorieux |
| monument aux morts                                                               | À déterminer                                                 | Saint-Martin-du-Mont         | À déterminer                                                    |                    | À déterminer    | 46° 06′ 00″ nord, 5° 19′ 40″ est | monument aux morts |
| Monument aux morts                                                               | À déterminer                                                 | Saint-Martin-du-Mont         | Dans l'église Saint-Laurent                                     |                    | À déterminer    | à géolocaliser                   | Monument aux morts |
| Monument aux résitants fusillés le 6 juillet 1944                                | À déterminer                                                 | Saint-Martin-du-Mont         | Au hameau du Molard                                             |                    | À déterminer    | à géolocaliser                   | Monument aux résitants fusillés le 6 juillet 1944 |
| monument aux morts                                                               | À déterminer                                                 | Saint-Martin-le-Châtel       | À déterminer                                                    |                    | À déterminer    | 46° 16′ 55″ nord, 5° 07′ 01″ est | monument aux morts |
| monument aux morts                                                               | À déterminer                                                 | Saint-Maurice-de-Beynost     | À déterminer                                                    |                    | À déterminer    | 45° 50′ 09″ nord, 4° 58′ 34″ est | monument aux morts |
| monument aux morts                                                               | À déterminer                                                 | Saint-Maurice-de-Gourdans    | Dans le cimetière                                               |                    | À déterminer    | 45° 49′ 17″ nord, 5° 11′ 43″ est | monument aux morts |
| monument aux morts de Pollet                                                     | À déterminer                                                 | Saint-Maurice-de-Gourdans    | Dans le cimetière de Pollet                                     |                    | À déterminer    | 45° 49′ 04″ nord, 5° 09′ 22″ est | Image manquante |
| monument aux morts de Saint-Maurice-de-Rémens                                    | À déterminer                                                 | Saint-Maurice-de-Rémens      | Dans le cimetière                                               |                    | À déterminer    | 45° 57′ 23″ nord, 5° 16′ 57″ est | monument aux morts de Saint-Maurice-de-Rémens |
| monument aux morts                                                               | À déterminer                                                 | Saint-Maurice-de-Rémens      | À déterminer                                                    |                    | À déterminer    | 45° 57′ 32″ nord, 5° 16′ 32″ est | monument aux morts |
| Le Poilu victorieux                                                              | Copie d'après Eugène Bénet                                   | Saint-Nizier-le-Bouchoux     | À déterminer                                                    |                    | À déterminer    | 46° 27′ 37″ nord, 5° 09′ 03″ est | Le Poilu victorieux |
| monument aux morts                                                               | À déterminer                                                 | Saint-Nizier-le-Désert       | À déterminer                                                    |                    | À déterminer    | 46° 03′ 19″ nord, 5° 08′ 54″ est | monument aux morts |
| monument aux morts                                                               | À déterminer                                                 | Saint-Paul-de-Varax          | À déterminer                                                    |                    | À déterminer    | 46° 05′ 56″ nord, 5° 07′ 45″ est | monument aux morts |
| monument aux morts                                                               | À déterminer                                                 | Saint-Rambert-en-Bugey       | À déterminer                                                    |                    | À déterminer    | 45° 56′ 51″ nord, 5° 26′ 16″ est | monument aux morts |
| Monument aux martyrs assassinés par les nazis en juillet 1944                    | À déterminer                                                 | Saint-Rambert-en-Bugey       | À déterminer                                                    |                    | À déterminer    | 45° 56′ 54″ nord, 5° 26′ 16″ est | Monument aux martyrs assassinés par les nazis en juillet 1944 |
| monument aux morts                                                               | À déterminer                                                 | Saint-Rémy                   | À déterminer                                                    |                    | À déterminer    | 46° 11′ 21″ nord, 5° 10′ 05″ est | monument aux morts |
| monument aux morts                                                               | À déterminer                                                 | Saint-Sorlin-en-Bugey        | À déterminer                                                    |                    | À déterminer    | 45° 53′ 05″ nord, 5° 22′ 17″ est | monument aux morts |
| monument aux morts                                                               | Claude Sallet                                                | Saint-Sulpice                | Chemin de Lange                                                 |                    | À déterminer    | 46° 19′ 15″ nord, 5° 02′ 30″ est | monument aux morts |
| monument aux morts                                                               | À déterminer                                                 | Saint-Trivier-de-Courtes     | À déterminer                                                    |                    | À déterminer    | 46° 27′ 34″ nord, 5° 04′ 44″ est | monument aux morts |
| monument aux morts                                                               | À déterminer                                                 | Saint-Trivier-sur-Moignans   | À déterminer                                                    |                    | À déterminer    | 46° 04′ 12″ nord, 4° 53′ 53″ est | monument aux morts |
| monument aux morts                                                               | À déterminer                                                 | Saint-Vulbas                 | À déterminer                                                    |                    | À déterminer    | 45° 50′ 03″ nord, 5° 17′ 29″ est | monument aux morts |
| monument aux morts                                                               | À déterminer                                                 | Sainte-Croix                 | À déterminer                                                    |                    | À déterminer    | 45° 53′ 37″ nord, 5° 03′ 12″ est | monument aux morts |
| monument aux morts                                                               | À déterminer                                                 | Sainte-Euphémie              | À déterminer                                                    |                    | À déterminer    | 45° 58′ 21″ nord, 4° 47′ 48″ est | monument aux morts |
| monument aux morts                                                               | À déterminer                                                 | Sainte-Julie                 | À déterminer                                                    |                    | À déterminer    | 45° 53′ 25″ nord, 5° 16′ 39″ est | monument aux morts |
| monument aux morts                                                               | À déterminer                                                 | Sainte-Olive                 | À déterminer                                                    |                    | À déterminer    | 46° 01′ 08″ nord, 4° 55′ 56″ est | monument aux morts |
| monument aux morts de Salavre                                                    | À déterminer                                                 | Salavre                      | À déterminer                                                    |                    | À déterminer    | 46° 21′ 50″ nord, 5° 20′ 51″ est | monument aux morts de Salavre |
| monument aux morts de Samognat                                                   | À déterminer                                                 | Samognat                     | À déterminer                                                    |                    | À déterminer    | 46° 15′ 31″ nord, 5° 34′ 33″ est | monument aux morts de Samognat |
| monument aux morts de Sandrans                                                   | À déterminer                                                 | Sandrans                     | À déterminer                                                    |                    | À déterminer    | 46° 03′ 49″ nord, 4° 58′ 42″ est | monument aux morts de Sandrans |
| monument aux morts de Sault-Brénaz                                               | À déterminer                                                 | Sault-Brénaz                 | À déterminer                                                    |                    | À déterminer    | 45° 51′ 25″ nord, 5° 24′ 20″ est | monument aux morts de Sault-Brénaz |
| monument aux morts de Sauverny                                                   | À déterminer                                                 | Sauverny                     | À déterminer                                                    |                    | À déterminer    | 46° 18′ 56″ nord, 6° 06′ 51″ est | monument aux morts de Sauverny |
| monument aux morts de Savigneux                                                  | À déterminer                                                 | Savigneux                    | À déterminer                                                    |                    | À déterminer    | 46° 00′ 03″ nord, 4° 50′ 41″ est | monument aux morts de Savigneux |
| monument aux morts de Ségny                                                      | À déterminer                                                 | Ségny                        | À déterminer                                                    |                    | À déterminer    | 46° 17′ 47″ nord, 6° 04′ 24″ est | monument aux morts de Ségny |
| monument aux morts de Seillonnaz                                                 | À déterminer                                                 | Seillonnaz                   | À déterminer                                                    |                    | À déterminer    | 45° 48′ 23″ nord, 5° 29′ 23″ est | monument aux morts de Seillonnaz |
| monument aux morts de Sergy                                                      | À déterminer                                                 | Sergy                        | À déterminer                                                    |                    | À déterminer    | 46° 15′ 07″ nord, 5° 59′ 57″ est | monument aux morts de Sergy |
| monument aux morts de Sermoyer                                                   | À déterminer                                                 | Sermoyer                     | À déterminer                                                    |                    | À déterminer    | 46° 29′ 49″ nord, 4° 58′ 47″ est | monument aux morts de Sermoyer |
| monument aux morts de Serrières-de-Briord                                        | À déterminer                                                 | Serrières-de-Briord          | Près du cimetière                                               |                    | À déterminer    | 45° 48′ 33″ nord, 5° 27′ 11″ est | monument aux morts de Serrières-de-Briord |
| monument aux morts de Serrières-sur-Ain                                          | À déterminer                                                 | Serrières-sur-Ain            | À déterminer                                                    |                    | À déterminer    | 46° 09′ 08″ nord, 5° 27′ 09″ est | monument aux morts de Serrières-sur-Ain |
| monument aux morts de Servas                                                     | À déterminer                                                 | Servas                       | À déterminer                                                    |                    | À déterminer    | 46° 07′ 57″ nord, 5° 09′ 54″ est | monument aux morts de Servas |
| monument aux morts de Servignat                                                  | À déterminer                                                 | Servignat                    | À déterminer                                                    |                    | À déterminer    | 46° 26′ 01″ nord, 5° 04′ 13″ est | monument aux morts de Servignat |
| monument aux morts de Seyssel                                                    | À déterminer                                                 | Seyssel                      | À déterminer                                                    |                    | À déterminer    | 45° 57′ 23″ nord, 5° 49′ 55″ est | monument aux morts de Seyssel |
| monument aux morts de Simandre-sur-Suran                                         | À déterminer                                                 | Simandre-sur-Suran           | Dans le cimetière                                               |                    | À déterminer    | 46° 13′ 40″ nord, 5° 24′ 57″ est | monument aux morts de Simandre-sur-Suran |
| monument aux morts de Simandre-sur-Suran                                         | À déterminer                                                 | Simandre-sur-Suran           | À déterminer                                                    |                    | À déterminer    | 46° 13′ 29″ nord, 5° 24′ 59″ est | monument aux morts de Simandre-sur-Suran |
| monument aux morts de Sonthonnax-la-Montagne                                     | À déterminer                                                 | Sonthonnax-la-Montagne       | À déterminer                                                    |                    | À déterminer    | 46° 13′ 52″ nord, 5° 31′ 25″ est | monument aux morts de Sonthonnax-la-Montagne |
| monument aux morts de Napt                                                       | À déterminer                                                 | Sonthonnax-la-Montagne       | À déterminer                                                    |                    | À déterminer    | 46° 12′ 26″ nord, 5° 29′ 44″ est | monument aux morts de Napt |
| monument aux morts de Souclin                                                    | À déterminer                                                 | Souclin                      | À déterminer                                                    |                    | À déterminer    | 45° 52′ 36″ nord, 5° 24′ 57″ est | monument aux morts de Souclin |
| monument aux morts de Sulignat                                                   | À déterminer                                                 | Sulignat                     | À déterminer                                                    |                    | À déterminer    | 46° 10′ 36″ nord, 4° 57′ 51″ est | monument aux morts de Sulignat |
| monument aux morts de Surjoux                                                    | À déterminer                                                 | Surjoux-Lhopital             | Dans le cimetière de Surjoux                                    |                    | À déterminer    | 46° 01′ 21″ nord, 5° 48′ 07″ est | monument aux morts de Surjoux |
| monument aux morts de Talissieu                                                  | À déterminer                                                 | Talissieu                    | Dans le cimetière                                               |                    | À déterminer    | 45° 52′ 13″ nord, 5° 42′ 50″ est | monument aux morts de Talissieu |
| monument aux morts de Tenay                                                      | À déterminer                                                 | Tenay                        | À déterminer                                                    |                    | À déterminer    | 45° 55′ 04″ nord, 5° 30′ 33″ est | monument aux morts de Tenay |
| monument aux morts de Thil                                                       | À déterminer                                                 | Thil                         | À déterminer                                                    |                    | À déterminer    | 45° 48′ 51″ nord, 5° 01′ 17″ est | monument aux morts de Thil |
| monument aux morts de Thoiry                                                     | À déterminer                                                 | Thoiry                       | À déterminer                                                    |                    | À déterminer    | 46° 14′ 08″ nord, 5° 58′ 53″ est | monument aux morts de Thoiry |
| monument aux morts de Thoissey                                                   | À déterminer                                                 | Thoissey                     | À déterminer                                                    |                    | À déterminer    | 46° 10′ 28″ nord, 4° 48′ 01″ est | monument aux morts de Thoissey |
| monument aux morts de Torcieu                                                    | À déterminer                                                 | Torcieu                      | À déterminer                                                    |                    | À déterminer    | 45° 55′ 17″ nord, 5° 23′ 43″ est | monument aux morts de Torcieu |
| monument aux morts de Tossiat                                                    | À déterminer                                                 | Tossiat                      | Dans le cimetière                                               |                    | À déterminer    | 46° 08′ 36″ nord, 5° 18′ 52″ est | Image manquante |
| monument aux morts de Tossiat                                                    | À déterminer                                                 | Tossiat                      | À déterminer                                                    |                    | À déterminer    | 46° 08′ 29″ nord, 5° 18′ 58″ est | monument aux morts de Tossiat |
| monument aux morts de Toussieux                                                  | À déterminer                                                 | Toussieux                    | À déterminer                                                    |                    | À déterminer    | 45° 57′ 38″ nord, 4° 49′ 41″ est | monument aux morts de Toussieux |
| monument aux morts de Tramoyes                                                   | À déterminer                                                 | Tramoyes                     | À déterminer                                                    |                    | À déterminer    | 45° 52′ 28″ nord, 4° 57′ 52″ est | monument aux morts de Tramoyes |
| monument aux morts de Trévoux                                                    | À déterminer                                                 | Trévoux                      | À déterminer                                                    |                    | À déterminer    | 45° 56′ 22″ nord, 4° 46′ 49″ est | monument aux morts de Trévoux |
| monument aux morts de l'église Saint-Symphorien de Trévoux                       | À déterminer                                                 | Trévoux                      | À déterminer                                                    |                    | À déterminer    | à géolocaliser                   | Image manquante |
| monument aux morts de Valeins                                                    | À déterminer                                                 | Valeins                      | cimetière de Valeins                                            |                    | À déterminer    | 46° 06′ 40″ nord, 4° 51′ 31″ est | monument aux morts de Valeins |
| monument aux morts de Montmerle                                                  | À déterminer                                                 | Val-Revermont                | Montmerle, Treffort                                             |                    | À déterminer    | 46° 14′ 37″ nord, 5° 23′ 03″ est | monument aux morts de Montmerle |
| monument aux morts de Treffort                                                   | À déterminer                                                 | Val-Revermont                | Treffort                                                        |                    | À déterminer    | 46° 16′ 16″ nord, 5° 22′ 06″ est | monument aux morts de Treffort |
| monument aux morts de Pressiat                                                   | À déterminer                                                 | Val-Revermont                | Pressiat                                                        |                    | À déterminer    | 46° 19′ 25″ nord, 5° 23′ 07″ est | monument aux morts de Pressiat |
| monument aux morts de Cuisiat                                                    | À déterminer                                                 | Val-Revermont                | Cuisiat                                                         |                    | À déterminer    | 46° 18′ 03″ nord, 5° 23′ 20″ est | monument aux morts de Cuisiat |
| monument aux morts de la Résistance du Valromey                                  | À déterminer                                                 | Valromey-sur-Séran           | Luthézieu                                                       |                    | À déterminer    | 45° 54′ 08″ nord, 5° 38′ 07″ est | monument aux morts de la Résistance du Valromey |
| monument aux morts de Vieu                                                       | À déterminer                                                 | Valromey-sur-Séran           | Vieu                                                            |                    | À déterminer    | 45° 53′ 28″ nord, 5° 40′ 54″ est | monument aux morts de Vieu |
| monument aux morts de Sutrieu                                                    | À déterminer                                                 | Valromey-sur-Séran           | Sutrieu                                                         |                    | À déterminer    | 45° 56′ 58″ nord, 5° 39′ 27″ est | monument aux morts de Sutrieu |
| monument aux morts de Luthézieu                                                  | À déterminer                                                 | Valromey-sur-Séran           | Luthézieu                                                       |                    | À déterminer    | 45° 54′ 16″ nord, 5° 39′ 41″ est | monument aux morts de Luthézieu |
| monument aux morts de Lompnieu                                                   | À déterminer                                                 | Valromey-sur-Séran           | Lompnieu                                                        |                    | À déterminer    | 45° 57′ 41″ nord, 5° 39′ 35″ est | monument aux morts de Lompnieu |
| monument aux morts de Fitignieu                                                  | À déterminer                                                 | Valromey-sur-Séran           | Fitignieu                                                       |                    | À déterminer    | 45° 55′ 38″ nord, 5° 39′ 54″ est | monument aux morts de Fitignieu |
| monument aux morts de Charancin                                                  | À déterminer                                                 | Valromey-sur-Séran           | Charancin                                                       |                    | À déterminer    | 45° 55′ 37″ nord, 5° 38′ 23″ est | monument aux morts de Charancin |
| monument aux morts de Belmont                                                    | À déterminer                                                 | Valromey-sur-Séran           | Belmont                                                         |                    | À déterminer    | 45° 52′ 54″ nord, 5° 39′ 50″ est | monument aux morts de Belmont |
| monument aux morts de la guerre franco-prussienne de Châtillon-de-Michaille      | À déterminer                                                 | Valserhône                   | Dans le cimetière de Châtillon-de-Michaille                     |                    | À déterminer    | 46° 08′ 33″ nord, 5° 48′ 03″ est | Image manquante |
| monument aux morts de Vouvray                                                    | À déterminer                                                 | Valserhône                   | Vouvray                                                         |                    | À déterminer    | 46° 06′ 54″ nord, 5° 46′ 59″ est | monument aux morts de Vouvray |
| monument aux morts de Vanchy                                                     | À déterminer                                                 | Valserhône                   | Vanchy                                                          |                    | À déterminer    | 46° 05′ 53″ nord, 5° 51′ 04″ est | monument aux morts de Vanchy |
| monument aux morts d'Ochiaz                                                      | À déterminer                                                 | Valserhône                   | Ochiaz                                                          |                    | À déterminer    | 46° 06′ 18″ nord, 5° 46′ 42″ est | monument aux morts d'Ochiaz |
| monument aux morts de Lancrans                                                   | À déterminer                                                 | Valserhône                   | Lancrans                                                        |                    | À déterminer    | 46° 07′ 29″ nord, 5° 50′ 02″ est | monument aux morts de Lancrans |
| monument aux morts de Châtillon-de-Michaille                                     | À déterminer                                                 | Valserhône                   | Châtillon-de-Michaille                                          |                    | À déterminer    | 46° 08′ 34″ nord, 5° 47′ 56″ est | monument aux morts de Châtillon-de-Michaille |
| monument aux morts d'Arlod                                                       | À déterminer                                                 | Valserhône                   | Arlod                                                           |                    | À déterminer    | 46° 05′ 50″ nord, 5° 48′ 57″ est | monument aux morts d'Arlod |
| monument aux morts de Bellegarde-sur-Valserine                                   | Jules Déchin                                                 | Valserhône                   | Bellegarde-sur-Valserine                                        | Inscrit MH (2019). | 1923            | 46° 06′ 30″ nord, 5° 49′ 32″ est | monument aux morts de Bellegarde-sur-Valserine |
| monument aux morts de Vandeins                                                   | À déterminer                                                 | Vandeins                     | À déterminer                                                    |                    | À déterminer    | 46° 12′ 59″ nord, 5° 04′ 43″ est | monument aux morts de Vandeins |
| monument aux morts de Varambon                                                   | À déterminer                                                 | Varambon                     | À déterminer                                                    |                    | À déterminer    | 46° 02′ 38″ nord, 5° 19′ 05″ est | monument aux morts de Varambon |
| monument aux morts de Vaux-en-Bugey                                              | À déterminer                                                 | Vaux-en-Bugey                | Dans le cimetière ancien                                        |                    | À déterminer    | 45° 55′ 48″ nord, 5° 21′ 35″ est | monument aux morts de Vaux-en-Bugey |
| monument aux morts de Verjon                                                     | À déterminer                                                 | Verjon                       | À déterminer                                                    |                    | À déterminer    | 46° 20′ 49″ nord, 5° 20′ 59″ est | monument aux morts de Verjon |
| monument aux morts de Vernoux                                                    | À déterminer                                                 | Vernoux                      | À déterminer                                                    |                    | À déterminer    | 46° 28′ 49″ nord, 5° 06′ 35″ est | monument aux morts de Vernoux |
| monument aux morts de Versailleux                                                | À déterminer                                                 | Versailleux                  | À déterminer                                                    |                    | À déterminer    | 45° 58′ 49″ nord, 5° 06′ 18″ est | monument aux morts de Versailleux |
| monument aux morts de Versonnex                                                  | À déterminer                                                 | Versonnex                    | À déterminer                                                    |                    | À déterminer    | 46° 18′ 16″ nord, 6° 05′ 53″ est | monument aux morts de Versonnex |
| monument aux morts de Vesancy                                                    | À déterminer                                                 | Vesancy                      | Dans le cimetière                                               |                    | À déterminer    | 46° 20′ 51″ nord, 6° 05′ 10″ est | monument aux morts de Vesancy |
| monument aux morts de Vescours                                                   | À déterminer                                                 | Vescours                     | À déterminer                                                    |                    | À déterminer    | 46° 28′ 21″ nord, 5° 01′ 30″ est | monument aux morts de Vescours |
| monument aux morts de Vésines                                                    | À déterminer                                                 | Vésines                      | Dans l'église Saint-Joseph                                      |                    | À déterminer    | 46° 21′ 36″ nord, 4° 52′ 03″ est | monument aux morts de Vésines |
| monument aux morts de la Seconde Guerre mondiale de Vieu-d'Izenave               | À déterminer                                                 | Vieu-d'Izenave               | À déterminer                                                    |                    | À déterminer    | 46° 05′ 16″ nord, 5° 32′ 19″ est | monument aux morts de la Seconde Guerre mondiale de Vieu-d'Izenave                                                                                                |
| monument aux morts de Vieu-d'Izenave                                             | À déterminer                                                 | Vieu-d'Izenave               | À déterminer                                                    |                    | À déterminer    | 46° 05′ 34″ nord, 5° 32′ 38″ est | monument aux morts de Vieu-d'Izenave |
| Monument aux morts de 1914-1918                                                  | À déterminer                                                 | Villars-les-Dombes           | Dans l'église de la Nativité-de-la-Sainte-Vierge                | Plaque.            | À déterminer    | à géolocaliser                   | Image manquante |
| monument aux morts de Villars-les-Dombes                                         | À déterminer                                                 | Villars-les-Dombes           | À déterminer                                                    |                    | À déterminer    | 46° 00′ 04″ nord, 5° 01′ 45″ est | monument aux morts de Villars-les-Dombes |
| monolithe de Villebois                                                           | À déterminer                                                 | Villebois                    | À déterminer                                                    |                    | À déterminer    | 45° 50′ 51″ nord, 5° 26′ 03″ est | monolithe de Villebois |
| monument aux morts de Villebois                                                  | À déterminer                                                 | Villebois                    | À déterminer                                                    |                    | À déterminer    | 45° 50′ 44″ nord, 5° 26′ 00″ est | monument aux morts de Villebois |
| monument aux morts de Moulin des Ponts                                           | À déterminer                                                 | Villemotier                  | À déterminer                                                    |                    | À déterminer    | 46° 19′ 46″ nord, 5° 18′ 50″ est | monument aux morts de Moulin des Ponts |
| monument aux morts de Villemotier                                                | À déterminer                                                 | Villemotier                  | À déterminer                                                    |                    | À déterminer    | 46° 20′ 45″ nord, 5° 19′ 14″ est | monument aux morts de Villemotier |
| monument des dix neuf fusillés de Villeneuve                                     | À déterminer                                                 | Villeneuve                   | À déterminer                                                    |                    | À déterminer    | 46° 02′ 25″ nord, 4° 51′ 36″ est | monument des dix neuf fusillés de Villeneuve |
| monument aux morts de Villeneuve                                                 | À déterminer                                                 | Villeneuve                   | À déterminer                                                    |                    | À déterminer    | 46° 01′ 13″ nord, 4° 50′ 07″ est | monument aux morts de Villeneuve |
| monument aux morts de Villereversure                                             | À déterminer                                                 | Villereversure               | À déterminer                                                    |                    | À déterminer    | 46° 11′ 30″ nord, 5° 23′ 47″ est | monument aux morts de Villereversure |
| monument aux morts de Villes                                                     | À déterminer                                                 | Villes                       | À déterminer                                                    |                    | À déterminer    | 46° 05′ 21″ nord, 5° 47′ 06″ est | monument aux morts de Villes |
| monument aux morts de Villette-sur-Ain                                           | À déterminer                                                 | Villette-sur-Ain             | À déterminer                                                    |                    | À déterminer    | 45° 59′ 19″ nord, 5° 16′ 12″ est | monument aux morts de Villette-sur-Ain |
| monument aux morts de Loyes                                                      | À déterminer                                                 | Villieu-Loyes-Mollon         | Dans le cimetière de Loyes                                      |                    | À déterminer    | 45° 56′ 03″ nord, 5° 13′ 57″ est | monument aux morts de Loyes |
| monument aux morts de Villieu                                                    | À déterminer                                                 | Villieu-Loyes-Mollon         | Villieu                                                         |                    | À déterminer    | 45° 55′ 16″ nord, 5° 13′ 31″ est | monument aux morts de Villieu |
| monument aux morts de Loyes                                                      | À déterminer                                                 | Villieu-Loyes-Mollon         | Loyes                                                           |                    | À déterminer    | 45° 55′ 41″ nord, 5° 13′ 49″ est | monument aux morts de Loyes |
| monument aux morts de Mollon                                                     | À déterminer                                                 | Villieu-Loyes-Mollon         | Mollon                                                          |                    | À déterminer    | 45° 56′ 40″ nord, 5° 14′ 41″ est | monument aux morts de Mollon |
| monument aux morts de Viriat                                                     | À déterminer                                                 | Viriat                       | À déterminer                                                    |                    | À déterminer    | 46° 15′ 14″ nord, 5° 12′ 57″ est | monument aux morts de Viriat |
| monument aux morts de Virieu-le-Grand                                            | À déterminer                                                 | Virieu-le-Grand              | À déterminer                                                    |                    | À déterminer    | 45° 50′ 50″ nord, 5° 39′ 05″ est | monument aux morts de Virieu-le-Grand |
| monument aux morts de Virignin                                                   | À déterminer                                                 | Virignin                     | À déterminer                                                    |                    | À déterminer    | 45° 43′ 13″ nord, 5° 42′ 37″ est | monument aux morts de Virignin |
| monument aux morts de Vongnes                                                    | À déterminer                                                 | Vongnes                      | À déterminer                                                    |                    | À déterminer    | 45° 48′ 44″ nord, 5° 43′ 28″ est | monument aux morts de Vongnes |
| monument aux morts de Vonnas                                                     | Alphonse Muscat                                              | Vonnas                       | Rue du Docteur Perret                                           |                    | À déterminer    | 46° 13′ 13″ nord, 4° 59′ 32″ est | monument aux morts de Vonnas |